# Supercondensator

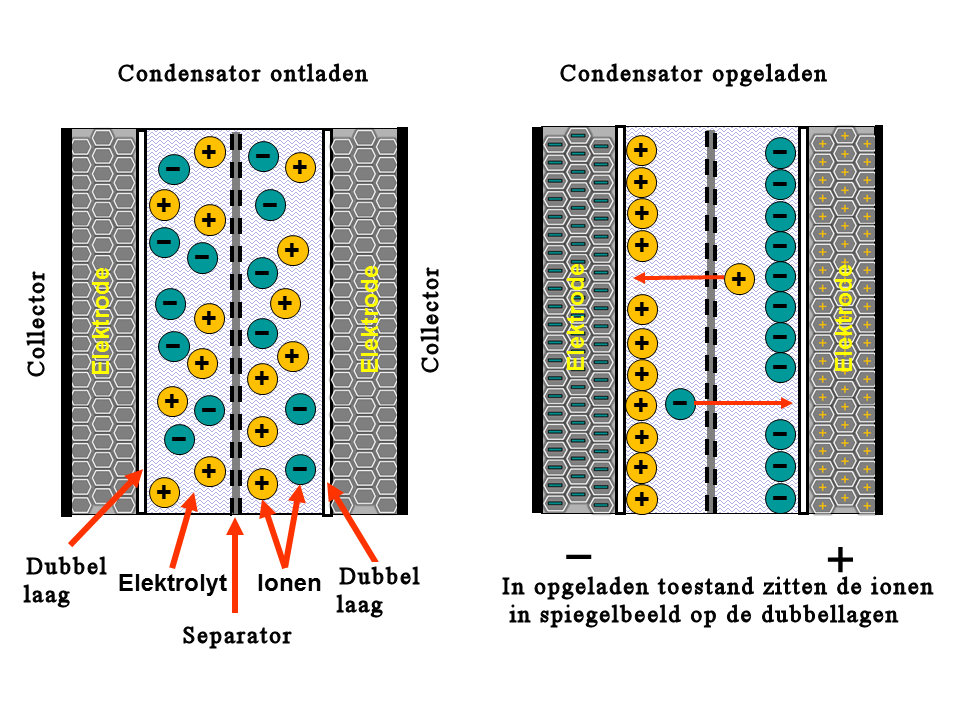
Schema van een supercondensator

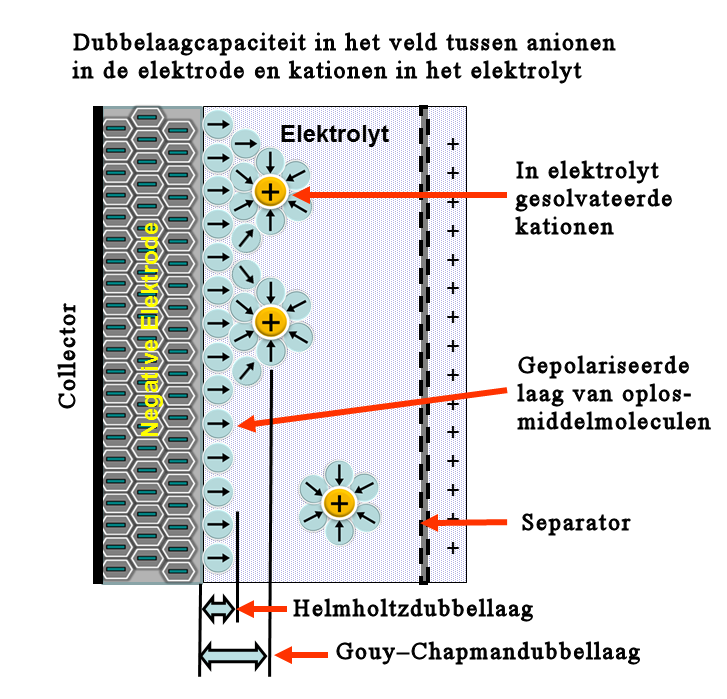
Schema van een dubbellaag. De Sternlaag is een combinatie van de Helmholzdubbellaag en de Gouy-Chapmandubbellaag.

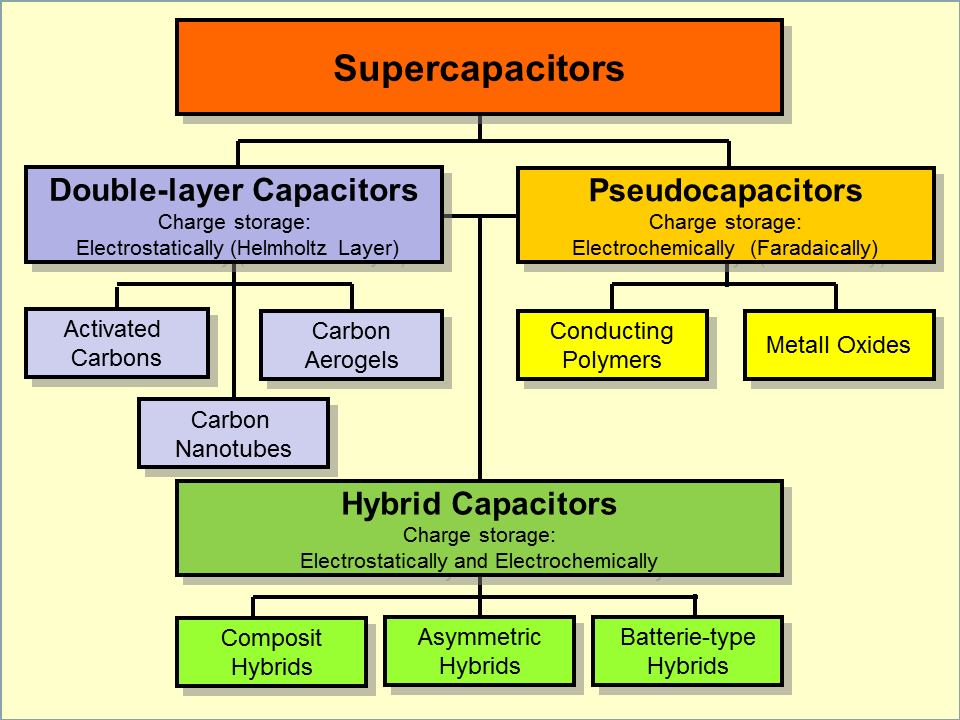
Overzicht van supercondensatoren

Een supercondensator is een condensator met een uitzonderlijk hoge elektrische capaciteit van 1 tot vele farad, maar met relatief hoge lekstroom. De maximale spanning per element is ongeveer 2,7 V. De supercondensator vult het gat op tussen een elektrolytische condensator en een oplaadbare batterij. Hij is een verdere ontwikkeling van de elektrische dubbellaagcondensator. In supercondensatoren is de elektrolyt de geleidende verbinding tussen twee elektroden, terwijl bij elektrolytische condensatoren de elektrolyt de kathode is en dus de tweede elektrode vormt. Pseudocondensatoren en hybride supercondensatoren die elektrochemische ladingseigenschappen hebben, mogen niet met omgekeerde polariteit worden gebruikt, wat hun gebruik bij wisselstroom uitsluit. Deze beperking is echter niet van toepassing op de elektrostatische dubbellaagsupercondensatoren.
In vergelijking met accumulatoren van hetzelfde gewicht, zijn supercondensatoren slechts goed voor ongeveer 10% van hun energiedichtheid, terwijl hun vermogensdichtheid ongeveer 10 tot 100 keer zo groot is. Supercondensatoren kunnen daardoor veel sneller worden opgeladen en ontladen. Ze kunnen ook veel vaker herhaaldelijk opgeladen en ontladen worden dan oplaadbare batterijen en zijn daardoor geschikt als vervanging of aanvulling wanneer er vaak opgeladen en ontladen wordt.
Het toepassingsgebied van supercondensatoren varieert van het afgeven van zeer kleine stromen voor het bewaren van gegevens in de static random-access memory (SRAM) in elektronische apparaten tot aan het gebied van vermogenselektronica, bijvoorbeeld als opslag van elektrische energie in een KERS-systeem bij formule 1-raceauto's, in het terugwinnen van remenergie bij voertuigen zoals stadsbussen en treinen, in hybride auto's of bij een railgun.
Supercondensatoren kunnen effectief opereren tussen −50 °C en 80 °C, waardoor zij in veel omgevingen ingezet kunnen worden.
In 2016 bedroeg de wereldwijde verkoop van supercondensatoren ongeveer US$ 400 miljoen. De verwachting is dat de wereldwijde omzet van supercondensatoren van $ 3,27 miljard in 2019 jaarlijks met ruim 23% groeit tot ongeveer $ 17 miljard in 2027.
Bij een geavanceerde lood-koolstofaccu (ALC=advanced lead-carbon) is aan de negatieve plaat (kathode) van de loodaccu koolstof toegevoegd, waardoor er als het ware een asymmetrische supercondensator ontstaat, wat de loodaccu verbeterde laad- en ontlaadprestaties heeft gekregen.

## Techniek

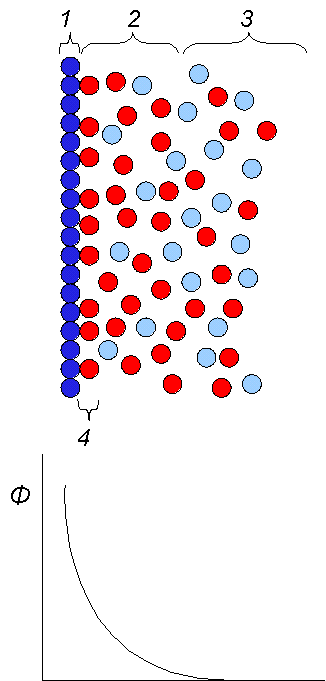
Schema van de elektrochemische dubbellaag.
co-ionen
tegenionen 1: geladen oppervlak
2: diffuse laag met voornamelijk tegenionen
3: bulk van de oplossing
4: Sternlaag.
Onder: de potentiaal van het geladen oppervlak.

Supercondensatoren zijn gepolariseerde componenten die alleen met de juiste polariteit kunnen worden gebruikt. De polariteit is in het ontwerp van asymmetrische elektroden vastgelegd, bij symmetrische elektroden echter wordt de polariteit tijdens de productie vastgelegd met behulp van een elektrische spanning.
De elektrische capaciteit van de supercondensator is het resultaat van de som van de twee opslagprincipes:
- Elektrostatische opslag van elektrische energie door ladingscheiding in Helmholtzdubbellagen[4] in een dubbellaagcapaciteit.
- Elektrochemische opslag van elektrische energie door middel van de elektrolysewet van Faraday met behulp van redoxreacties[5] in een zogenoemde pseudocapaciteit.

In een hybride supercondensator vormen de dubbellaagcapaciteit en de pseudocapaciteit samen opgeteld de totale capaciteit. Ze hebben echter afhankelijk van het ontwerp van de elektrode een groot verschil in de bijdrage aan de totale capaciteit. De pseudocapaciteit van een daarvoor geëigende elektrode kan bijvoorbeeld bij gelijke oppervlakken 100 keer zo groot zijn als die van de dubbellaagcapaciteit.
Eenvoudig gezegd is er bij een elektrochemische dubbellaag sprake van een geladen oppervlak dat gesolvateerde ionen van tegengestelde lading aantrekt. Dicht bij het oppervlak vormt zich een aparte laag van geïmmobiliseerde tegenionen, de Sternlaag. Deze laag schermt slechts een gedeelte van de lading van het oppervlak af. Mobiele tegenionen zijn verantwoordelijk voor de rest van de afscherming.

## Indeling
Supercondensatoren worden afhankelijk van hun ontwerp onderverdeeld in drie verschillende condensatorfamilies:
- Dubbellaagcondensatoren, ook wel elektrostatische dubbellaagcondensatoren genoemd, hebben koolstofelektroden of daarvan afgeleiden met een zeer hoge statische dubbellaagcapaciteit. Het aandeel van de faradische-pseudocapaciteit in de totale capaciteit is klein.
- Pseudocondensatoren, ook wel elektrochemische condensatoren genoemd, hebben elektroden gemaakt van metaaloxiden of van geleidende polymeren en hebben een zeer groot aandeel faradische-pseudocapaciteit in de totale capaciteit.
- Hybride condensatoren hebben asymmetrische elektroden, één met een hoge dubbellaagcapaciteit, de tweede met een hoge pseudocapaciteit. Tot de hybride condensatoren behoren de lithiumioncondensatoren.[7][8][9]

## Ontwerp

### Basisontwerp

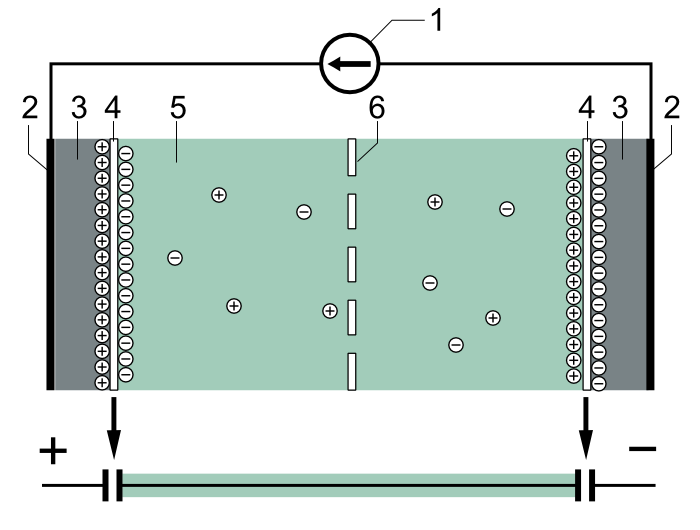
Constructie van een supercondensator:
1 stroombron
2 collector
3 gepolariseerde elektrode
4 Helmholtzdubbellaag
5 elektrolyt met positieve en negatieve ionen
6 separator (diëlektricum)

Elektrochemische condensatoren (supercondensatoren) bestaan uit twee elektroden gescheiden door een ionen-doorlatend membraan (separator of diëlektricum), en een elektrolyt die beide elektroden ionisch verbindt. Wanneer de elektroden worden gepolariseerd door een aangelegde spanning, vormen ionen in de elektrolyt elektrische dubbellagen met een polariteit die tegengesteld is aan de polariteit van de elektrode. Positief gepolariseerde elektroden zullen bijvoorbeeld een laag negatieve ionen op het grensvlak van de elektrode/elektrolyt hebben, samen met een laag van positieve ionen die adsorberen aan de negatieve laag waardoor de lading in balans is. Het tegenovergestelde gebeurt bij de negatief gepolariseerde elektrode.
Bovendien kunnen, afhankelijk van het elektrodemateriaal en de vorm van het oppervlak, sommige ionen door de dubbellaag dringen en worden dan specifiek geadsorbeerde ionen, die als pseudocapaciteit bijdrage aan de totale capaciteit van de supercondensator.
De eigenschappen van supercondensatoren worden bepaald door de interactie van hun interne materialen. Vooral de combinatie van elektrodemateriaal en type elektrolyt bepaalt de functionaliteit en thermische en elektrische eigenschappen van de condensatoren.
| Type supercondensator  | 22 µF       | 100 µF      | 470 µF     | Gemeten bij frequentie in Hz | Elektrolyt              |
| ---------------------- | ----------- | ----------- | ---------- | ---------------------------- | ----------------------- |
| Standaard aluminium    | 7–30 Ω      | 2–7 Ω       | 0,13–1,5 Ω | 120                          |                         |
| Laag-ESR aluminium     | 1–5 Ω       | 0,3–1,6 Ω   |            | 100k                         |                         |
| Vast aluminium         | 0,2–0,5 Ω   |             |            | 500                          | mangaan(IV)oxide (MnO2) |
| Sanyo OS-CON           | 0,04–0,07 Ω | 0,03–0,06 Ω |            | 100k                         | TCNQ                    |
| Standaard vast tantaal | 1,1–2,5 Ω   | 0,9–1,5 Ω   |            | 100k                         |                         |
| Laag-ESR tantaal       | 0,2–1 Ω     | 0,08–0,4 Ω  |            | 100k                         |                         |
| Vochtig folie tantaal  | 2,5–3,5 Ω   | 1,8–3,9 Ω   |            |                              | zwavelzuur (H2SO4)      |
| Gestapelde folie film  | < 0,015 Ω   |             |            | 100k                         |                         |
| Keramiek               | < 0,015 Ω   |             |            | 100k                         |                         |

- Er treden tijdens de werking van een supercondensator ook thermische verliezen op, die bij benadering kunnen worden weergegeven als een in serie geschakelde weerstand; deze weerstand wordt gedefinieerd als de equivalente serieweerstand (ESR) en bij een bepaalde frequentie gemeten als AC-weerstand.

### Elektrochemische of elektrostatische dubbellaagcapaciteit

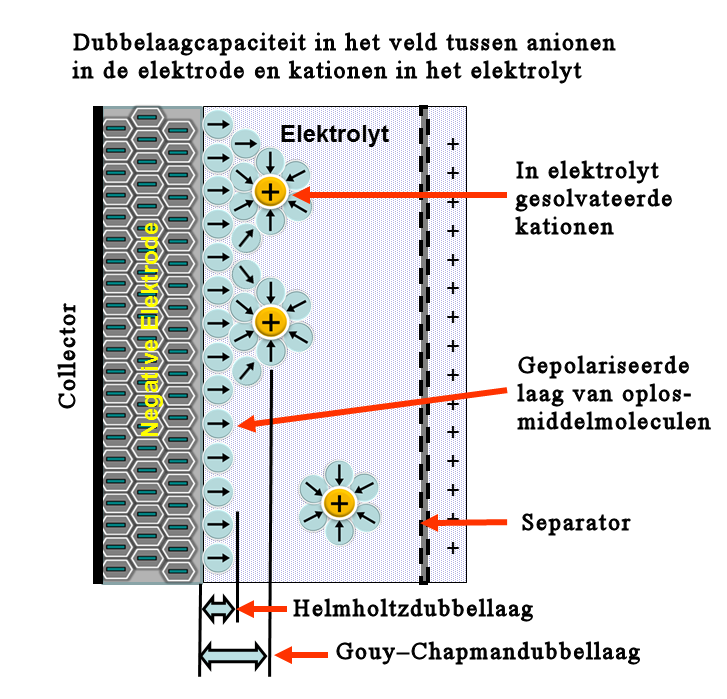
Schema van een dubbellaag. De Sternlaag is een combinatie van de Helmholzdubbellaag en de Gouy-Chapmandubbellaag.

De elektrochemische dubbellaag of EDL is een fysisch-chemisch verschijnsel dat optreedt rond oppervlakken die in contact staan met een vloeistof waarin ionen opgelost zijn. Eenvoudig gezegd is er bij een dubbellaag sprake van een geladen oppervlak dat ionen in de elektrolyt van tegengestelde lading aantrekt.
Elke dubbellaagcondensator heeft twee elektroden, mechanisch gescheiden door een separator, die ionisch met elkaar zijn verbonden via de elektrolyt. de elektrolyt is een mengsel van positieve en negatieve ionen opgelost in een oplosmiddel zoals water. Bij elk van de twee elektrode oppervlakken ontstaat een gebied waarin de vloeibare elektrolyt in contact staat met het geleidende metalen oppervlak van de elektrode. Dit koppelvlak vormt een gemeenschappelijke grens tussen twee verschillende fasen van materie, zoals een onoplosbaar vast elektrodeoppervlak en een aangrenzend vloeibaar elektrolyt. Op dit koppelvlak treedt een heel bijzonder verschijnsel op van de elektrochemische dubbellaag. Er zijn verschillende hypothesen opgesteld ter verklaring van dit verschijnsel. Enkele zijn de Helmholtzdubbellaag, de Gouy-Chapmandubbellaag, de Sternlaag, die een combinatie is van de Helmholzdubbellaag, de Gouy-Chapmandubbellaag en het Bockris/Devanathan/Müller (BDM) model.
- Helmholtzdubbellaag. Door een spanning op een elektrochemische condensator aan te brengen, genereren beide elektroden in de supercondensator elektrische dubbellagen. Deze dubbellagen bestaan uit twee ladingslagen: één elektronische laag bevindt zich in de oppervlaktestructuur van de elektrode en de andere, met tegengestelde polariteit, wordt veroorzaakt door gedissocieerde en gesolvatiseerde ionen in de elektrolyt. De twee lagen worden gescheiden door een enkele molecuullaag van het oplosmiddel, de binnenste laag het Helmholtz-vlak (IHP) genoemd. Oplosmiddelmoleculen hechten zich aan het oppervlak van de elektrode door fysisorptie, waarbij de Vanderwaalskrachten betrokken zijn en scheiden de tegengesteld gepolariseerde ionen van elkaar. Ze kunnen worden geïdealiseerd als een moleculair diëlektricum. Er vindt geen overdracht van lading tussen elektrode en elektrolyt plaats, dus de krachten die de hechting veroorzaken zijn geen chemische bindingen maar fysieke krachten (bijvoorbeeld elektrostatische krachten). De geadsorbeerde moleculen zijn gepolariseerd maar hebben, vanwege het ontbreken van een ladingoverdracht tussen elektrolyt en elektrode, geen chemische veranderingen ondergaan.

De hoeveelheid lading in de elektrode komt overeen met de grootte van de tegenladingen in het buitenste Helmholtzlaag (OHP). Dit dubbellaagfenomeen slaat elektrische ladingen op zoals in een conventionele condensator. De dubbellaaglading vormt een statisch elektrisch veld in de moleculaire laag van de oplosmiddelmoleculen in de binnenste Helmholtzlaag, die overeenkomt met de sterkte van de aangelegde spanning.

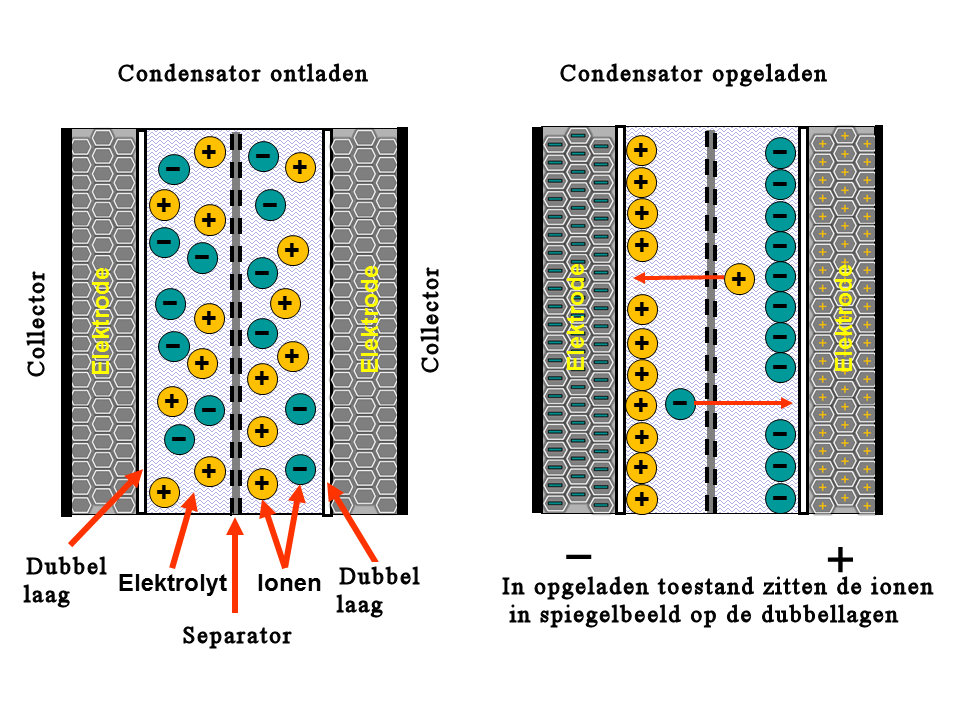
Structuur en functie van een ideale dubbellaagcondensator. Bij toepassing van een spanning op de supercondensator bij beide elektroden zal een Helmholtzdubbellaag worden gevormd, die de ionen in de elektrolyt scheidt in een spiegelladingsverdeling van tegengestelde polariteit

De dubbellaag dient ongeveer als de diëlektrische laag in een conventionele condensator, zij het met de dikte van een enkel molecuul. Zo kan de standaardformule voor conventionele plaatcondensatoren worden gebruikt om hun capaciteit te berekenen:
{\displaystyle C=\varepsilon {\frac {A}{d}}}
Dienovereenkomstig is de capaciteit C het grootst in condensatoren gemaakt van materialen met een hoge diëlektrische constante ε (epsilon), grote elektrodeplaatoppervlakken A en een kleine afstand tussen de platen d. Daarom hebben dubbellaagscondensatoren veel hogere capaciteitswaarden dan conventionele condensatoren als gevolg van het extreem grote oppervlak van de actieve koolstofelektroden en de extreem dunne dubbellaagafstand in de orde van enkele ångström (0,3-0,8 nm), ter grootte van de debyelengte.

### Elektrochemische pseudocapaciteit

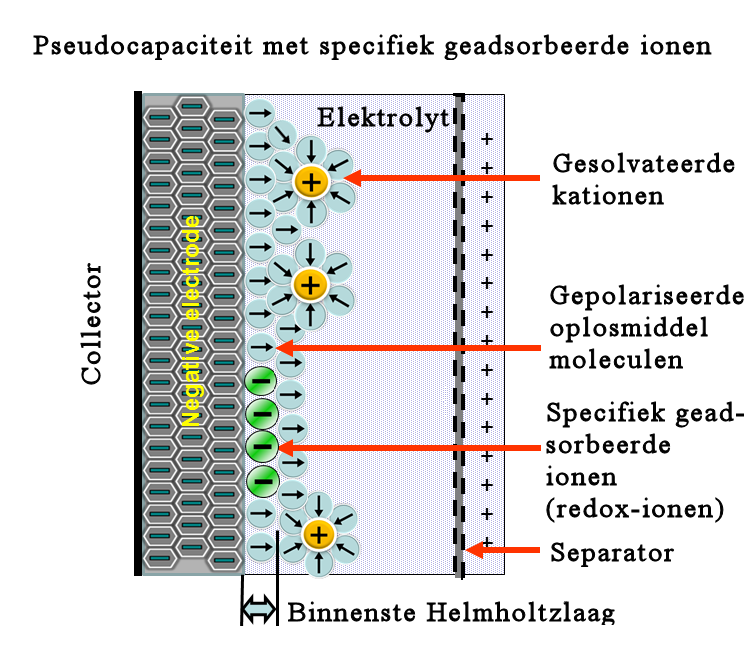
Vereenvoudigde voorstelling van een Helmholtzdubbellaag met specifiek geadsorbeerde ionen die hun lading hebben overgedragen op de elektrode voor het verklaren van de faradische ladingoverdracht van de pseudocondensator. De pseudocapaciteit wordt gevormd door de redox-ionen.

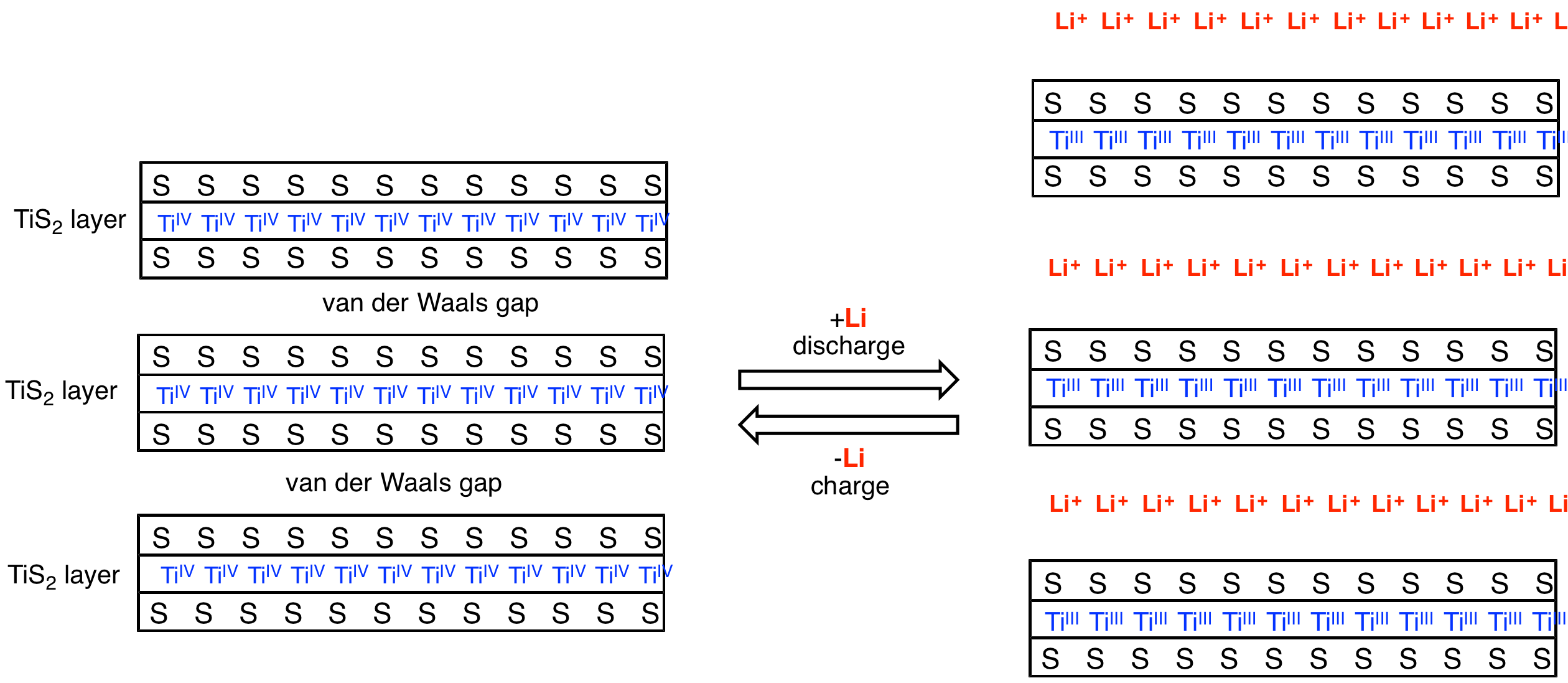
Schema van de intercalatie van lithiumionen in een titanium disulfide kathode. Bij het ontladen wordt het titanium gereduceerd van de vierwaardige naar de driewaardige oxidatietoestand, tijdens het laden wordt het titanium weer geoxideerd.

Door een spanning aan te leggen op de aansluitingen van de elektrochemische pseudocondensator worden elektrolytische ionen verplaatst naar de tegenovergestelde gepolariseerde elektrode en wordt een dubbellaag gevormd waarin een enkele laag oplosmiddelmoleculen als separator fungeert. Pseudocapaciteit kan ontstaan wanneer specifiek geadsorbeerde ionen uit de elektrolyt de dubbellaag binnendringen. Deze pseudocapaciteit slaat elektrische energie op door middel van reversibele faradische redoxreacties op het oppervlak van de elektroden van een elektrochemische pseudocondensator. Pseudocapaciteit gaat gepaard met een ladingsoverdracht van één elektron tussen de elektrolyt en elektrode afkomstig van een gesolvateerd en geadsorbeerd ion. Deze faradische ladingoverdracht vindt zijn oorsprong in een zeer snelle reeks reversibele redoxreacties, intercalatie van elektrosorptie- processen. Hierbij treedt geen chemische reactie met de atomen van de elektrode op (er ontstaan geen chemische bindingen), omdat er alleen een ladingoverdracht plaatsvindt.

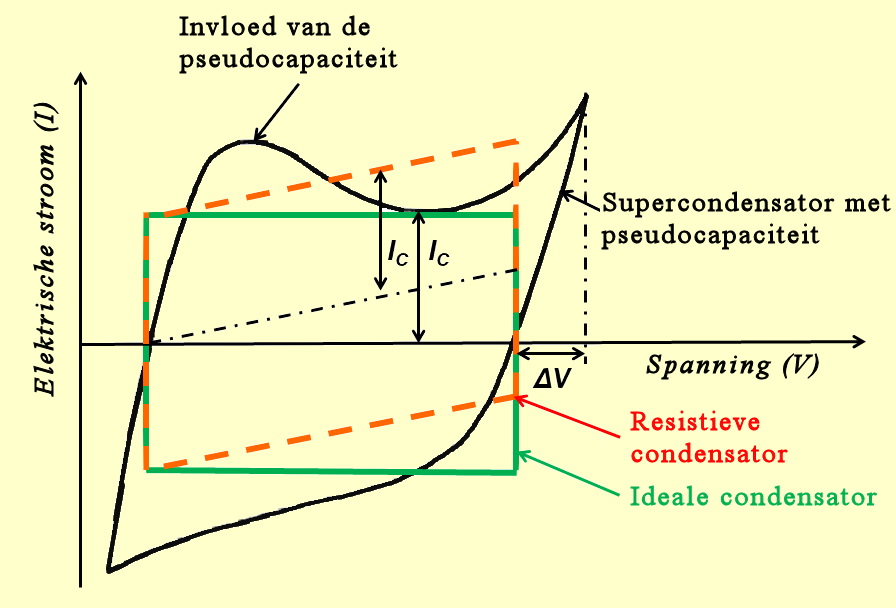
Een cyclisch voltammogram toont de fundamentele verschillen tussen statische capaciteit (rechthoekig) en pseudocapaciteit (gebogen). (Resistief=Elektrische weerstand)

De elektronen die bij de faradische processen zijn betrokken, worden overgebracht naar of van valentie-elektron energietoestanden (orbitalen) van het redoxelektrode-reagens. Ze gaan naar de negatieve elektrode en stromen door het extern aangelegde circuit naar de positieve elektrode waar een tweede dubbellaag met een gelijk aantal anionen wordt gevormd. De elektronen die via het extern aangelegde circuit de positieve elektrode bereiken, worden niet overgedragen naar de anionen die de dubbellaag vormen, maar blijven in de sterk geïoniseerde en "elektron-bindende" overgangsmetaalionen op het oppervlak van de positieve elektrode zitten. Als zodanig wordt de opslagcapaciteit van faradische pseudocapaciteit beperkt door de eindige hoeveelheid reagens op het beschikbare oppervlak.
Een faradische pseudocapaciteit komt alleen samen met een statische dubbellaagcapaciteit voor en de grootte ervan kan de waarde van dubbellaagcapaciteit voor hetzelfde oppervlak afhankelijk van de aard en de structuur van de elektrode met een factor 100 overschrijden, omdat alle pseudocapacitieve reacties alleen plaatsvinden met gedesolvateerde ionen, die veel kleiner zijn dan gesolvateerde ionen met hun gesolvateerde omhulsel van het oplosmiddel. De hoeveelheid pseudocapaciteit heeft een lineaire functie binnen nauwe grenzen bepaald door de potentiaalafhankelijke mate van oppervlaktebedekking van de geadsorbeerde anionen.
Het vermogen van elektroden om pseudocapaciteitseffecten door redoxreacties, intercalatie (intercalatie is de reversibele insluiting of insertie van een ion in een materiaal met een gelaagde structuur) of elektroabsorptie tot stand te brengen, hangt sterk af van de chemische affiniteit van de elektrodematerialen voor de op het elektrodeoppervlak geadsorbeerde ionen alsook van de structuur en afmeting van de elektrodenporiën. Materialen die een redoxgedrag vertonen kunnen als elektroden in pseudocondensatoren worden gebruikt. Dit zijn overgangsmetaaloxiden, zoals ruthenium(IV)oxide, iridium(IV)oxide of mangaan(IV)oxide, die door dotering zijn ingebracht in het geleidende elektrodemateriaal zoals actieve koolstof, als ook geleidende polymeren, zoals een op de elektrode aangebrachte laag van polyaniline en derivaten van polythiofeen.
Twee mogelijke mechanismen van mangaan(IV)oxide ladingsopslaggedrag worden verondersteld:
- Het eerste mechanisme impliceert de intercalatie van protonen (H+) of alkalimetaalkationen (C+) in het grootste deel van het materiaal na reductie gevolgd door deïntercalatie na oxidatie.[17]

MnO2 + H+(C+) +e− ⇌ MnOOH(C)
- Het tweede mechanisme is gebaseerd op de oppervlakte-adsorptie van elektrolytkationen op MnO2.

(MnO2)oppervlak + C++e− ⇌ (MnO2−C+)oppervlak
De hoeveelheid elektrische lading opgeslagen in een pseudocondensator is lineair evenredig met de toegepaste spanning. De eenheid van pseudocapaciteit is farad.

### Potentiaalverdeling

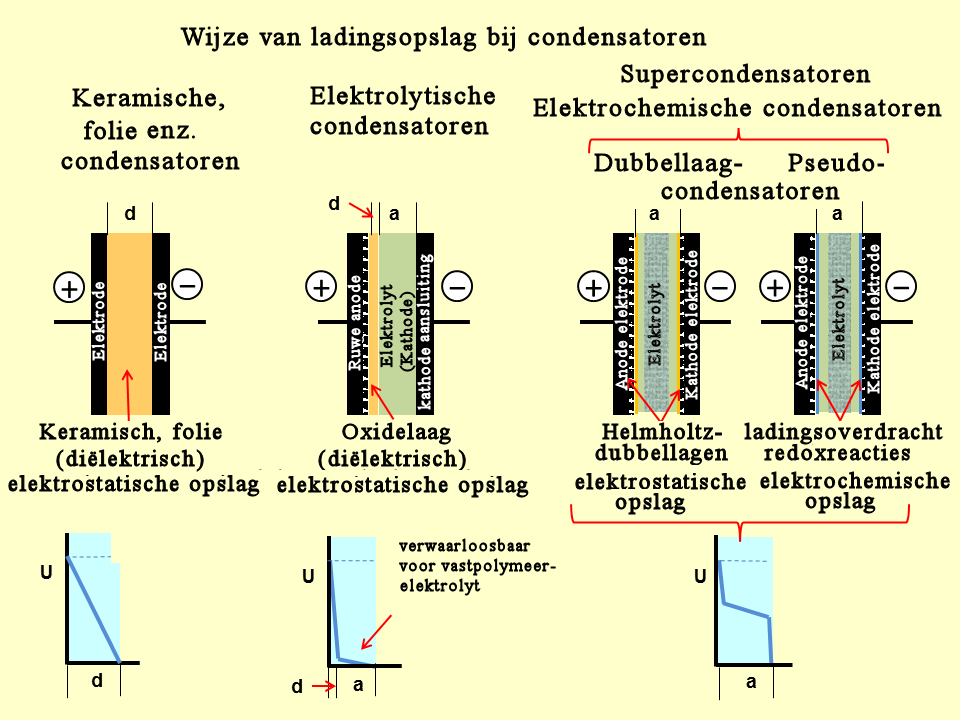
Wijze van opslag van verschillende condensatortypes met hun interne potentiaalverdeling

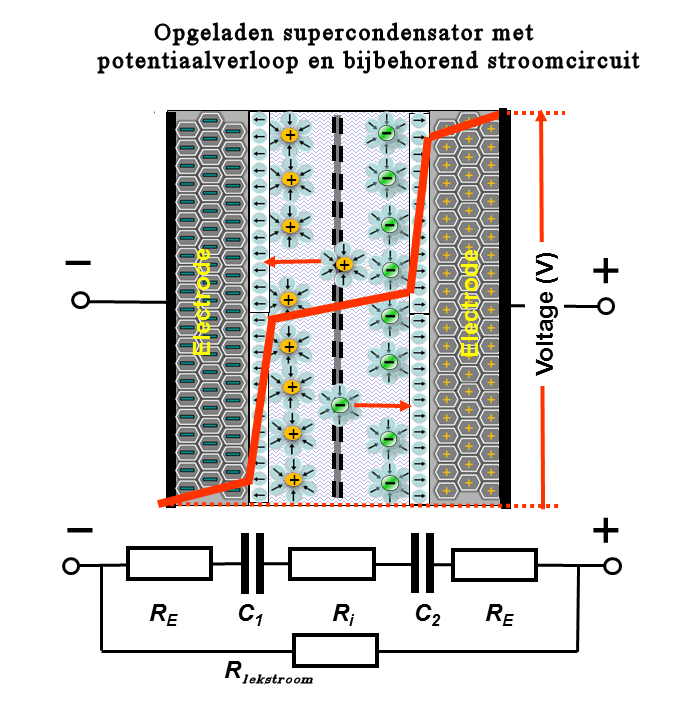
Illustratie van de functionaliteit van een supercondensator, het potentiaalverloop in de supercondensator en met een vereenvoudigde weergave van het daarbij horende stroomcircuit

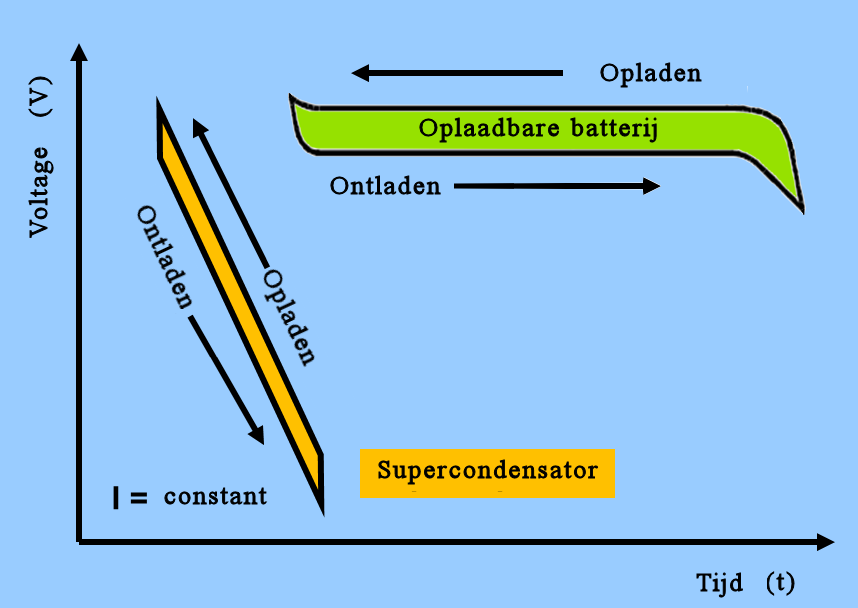
Het spanningsgedrag van supercondensatoren en batterijen tijdens opladen/ontladen verschilt duidelijk. Stroomsterkte (I) is constant.

Conventionele condensatoren (ook bekend als elektrostatische condensatoren), zoals keramische condensatoren en kunststoffilmcondensatoren, bestaan uit twee elektroden die gescheiden zijn door diëlektrisch materiaal. De geleiders zijn van elkaar geïsoleerd, maar in de praktijk laat het materiaal in de tussenruimte (het diëlektricum) toch een kleine lekstroom door. In schakelschema's wordt dit in rekening gebracht middels een grote weerstand die parallel staat aan de condensator. Bovendien is er een bovengrens aan de sterkte van het elektrisch veld dat tussen de geleiders van een condensator kan worden aangelegd: de doorslagspanning. De totale energie neemt toe met de hoeveelheid opgeslagen lading, die op zijn beurt lineair correleert met de potentiaal (spanning) tussen de platen. Dezelfde statische opslag geldt ook voor elektrolytische condensatoren, waarbij het grootste deel van de potentiaal afneemt over de dunne oxidelaag van de anode, het eigenlijke diëlektricum. De enigszins resistieve vloeibare elektrolyt (kathode) zorgt voor een kleine afname van de potentiaal voor "natte" elektrolytische condensatoren, terwijl bij elektrolytische condensatoren met een vast geleidend polymeer elektrolyt deze spanningsval verwaarloosbaar is.
Daarentegen bestaan elektrochemische condensatoren (supercondensatoren) uit twee elektroden gescheiden door een ionen-doorlatend membraan (de separator) en elektrisch verbonden via een elektrolyt. Energieopslag vindt plaats binnen de dubbele lagen van beide elektroden als een mengsel van de dubbellaagcapaciteit en de pseudocapaciteit. Wanneer beide elektroden ongeveer dezelfde elektrische weerstand en elektrische geleiding (interne DC-weerstand) hebben, daalt de potentiaal van de condensator symmetrisch over beide dubbellagen, waardoor een spanningsval over de AC-serieweerstand (ESR) van de elektrolyt wordt bereikt. Voor asymmetrische supercondensatoren zoals hybride condensatoren zou de spanningsval tussen de elektroden asymmetrisch kunnen zijn. De maximale potentiaal over de condensator (de maximale spanning) wordt beperkt door de spanning, waarbij de elektrolyt wordt afgebroken.
Zowel elektrostatische als elektrochemische energieopslag in supercondensatoren is lineair ten opzichte van de opgeslagen lading, net als bij conventionele condensatoren. De spanning tussen de condensatoraansluitingen is lineair ten opzichte van de hoeveelheid opgeslagen energie. Een dergelijke lineaire spanningsgradiënt verschilt met die van oplaadbare elektrochemische accu's, waarbij de spanning tussen de aansluitingen onafhankelijk blijft van de hoeveelheid opgeslagen energie, waardoor een relatief constante spanning wordt verkregen.

## Elektroden

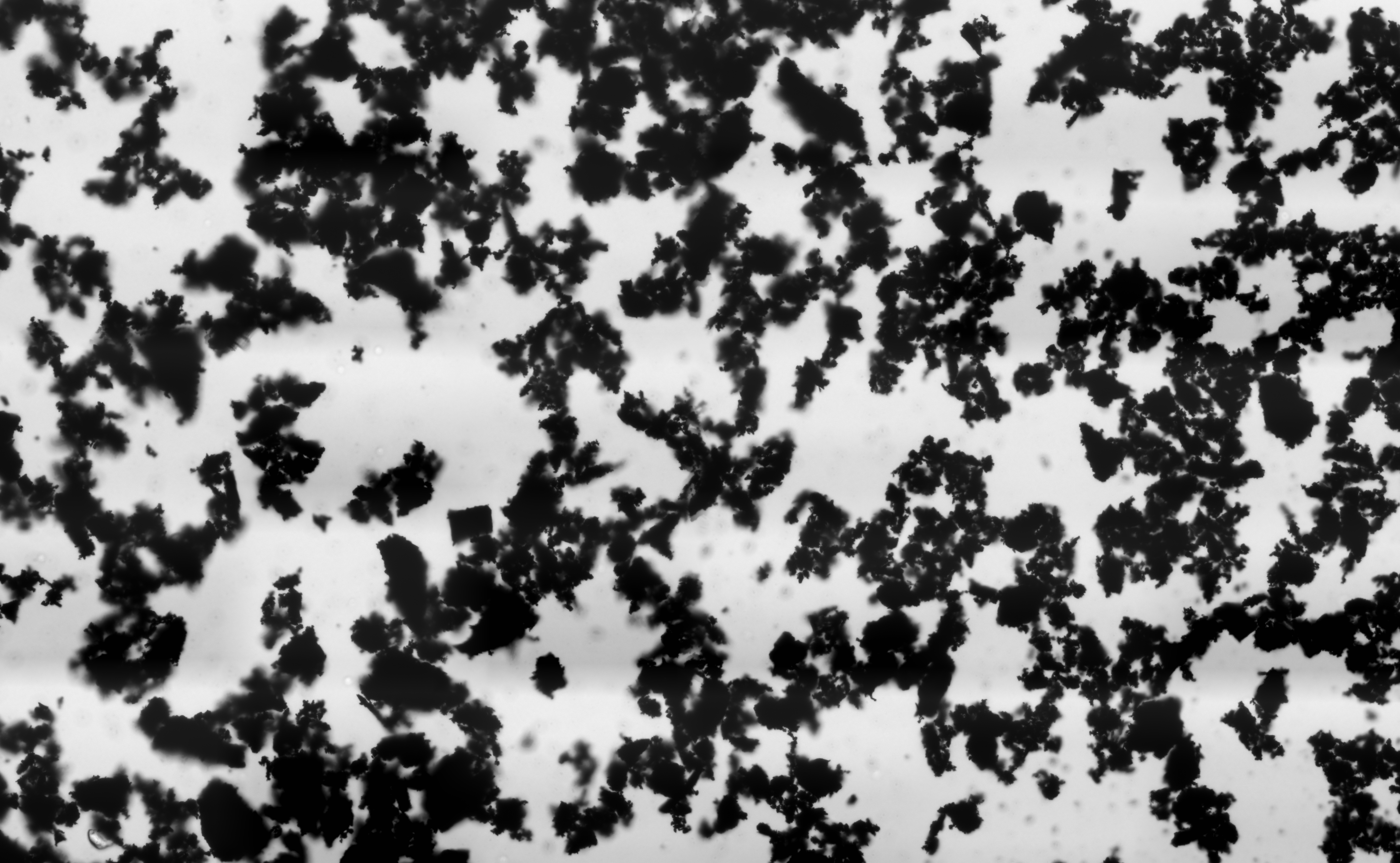
Een microscoopopname van actieve kool onder een lichtmicroscoop. Let op de fractal-achtige vorm van de deeltjes, waardoor ze een enorm groot oppervlak hebben. Elk deeltje in dit beeld, ondanks dat het slechts ongeveer 0,1 mm breed is, heeft een oppervlakte van verschillende vierkante meters.

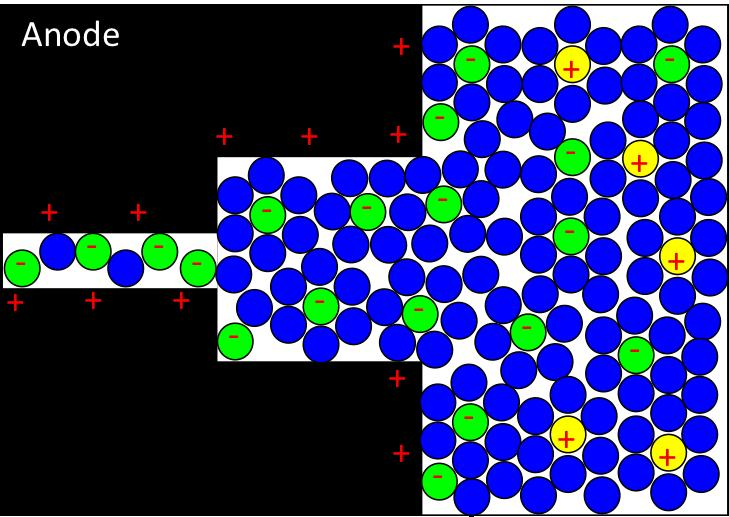
Naarmate de poriëngrootte de solvatatie schil benadert, worden oplosmiddelmoleculen uitgesloten en vullen alleen niet-gesolvateerde ionen de poriën.

Op supercondensatorelektroden zijn over het algemeen dunne coatings aangebracht en elektrisch verbonden met een geleidende, metalen collector. De elektroden moeten een goede geleidbaarheid, stabiliteit bij hoge temperaturen, chemische stabiliteit op lange termijn, hoge corrosiebestendigheid en grote oppervlakken per eenheid volume en massa hebben. Andere vereisten zijn onder andere milieuvriendelijkheid en lage kosten.
Zowel de hoeveelheid dubbellagen als de pseudocapaciteit die per eenheidsvoltage wordt opgeslagen in een supercondensator is hoofdzakelijk afhankelijk van het elektrodeoppervlak. Daarom zijn supercondensator-elektroden meestal gemaakt van poreus, sponsachtig materiaal met een buitengewoon hoog specifiek oppervlak, zoals bij actieve kool. Bovendien verbetert het vermogen van het elektrodemateriaal om faradische ladingsoverdrachten uit te voeren de totale capaciteit.
Over het algemeen geldt dat hoe kleiner de poriën van de elektrode, hoe groter de capaciteit en de energiedichtheid. Kleinere poriën vergroten echter de interne AC-weerstand (ESR) en verlagen de vermogensdichtheid. Toepassingen met hoge piekstromen vereisen grotere poriën en lage interne verliezen, terwijl toepassingen die hoge energiedichtheden vereisen, kleine poriën nodig hebben. (Condensatoren, zoals gebruikt in elektrische circuits zijn componenten, waarbij niet alleen de capaciteit een rol speelt. Er treden tijdens de werking ook thermische verliezen op, die bij benadering kunnen worden weergegeven als een in serie geschakelde weerstand; deze weerstand wordt gedefinieerd als de equivalente serieweerstand (ESR) en bij een bepaalde frequentie gemeten als AC-weerstand.)
Het meest gebruikte elektrodemateriaal voor supercondensatoren is koolstof in verschillende verschijningsvormen zoals actieve kool (AC), koolstofvezeldoek (AFC), carbide-afgeleide koolstof (CDC), koolstofaerogel, grafiet (grafeen), grafaan en koolstofnanobuizen. (CNTs)
Op koolstof gebaseerde elektroden vertonen overwegend een statische dubbellaagcapaciteit, hoewel een kleine hoeveelheid pseudocapaciteit ook aanwezig kan zijn, afhankelijk van de poriëngrootteverdeling. Poriëngrootten in koolstoffen variëren typisch van microporiën (minder dan 2 nm) tot mesoporiën (2-50 nm), maar alleen microporiën (<2 nm) dragen bij aan de pseudocapaciteit. Naarmate de poriëngrootte de solvatatie schil (de solvatatie schil rond een ion is het totale volume gevormd door het ion en van het hof van de oplosmiddelmoleculen die het omringen) benadert, worden oplosmiddelmoleculen uitgesloten en vullen alleen niet-gesolvateerde ionen de poriën (zelfs voor grote ionen), waardoor de ionische pakkingsdichtheid en opslagcapaciteit toenemen door faradische diwaterstof-intercalatie (intercalatie is de reversibele insluiting of insertie van een ion in een materiaal met een gelaagde structuur.)

### Elektroden voor dubbellaagcondensatoren
- Actieve kool was het eerste materiaal dat gebruikt werd voor supercondensator-elektroden. Hoewel de elektrische geleidbaarheid ongeveer 0,003% van die van metalen is (soortelijke geleidbaarheid van verschillende materialen is 1250 tot 2000 S/m), is het voldoende voor supercondensatoren.[14][9]

Actieve kool is een extreem poreuze vorm van koolstof met een hoog specifiek oppervlak - een algemene benadering is dat 1 gram een oppervlakte heeft van ruwweg 1000 tot 3000 m2 De meest gebruikte vorm in elektroden heeft een lage dichtheid met veel poriën, waardoor een hoge dubbellaagcapaciteit wordt verkregen.
Vaste actieve kool, ook wel geconsolideerde amorfe koolstof (CAC) genoemd, is het meest gebruikte elektrodemateriaal voor supercondensatoren en kan goedkoper zijn dan andere koolstofderivaten. Het is gemaakt van actieve koolpoeder dat in de gewenste vorm is geperst en vormt een blok met een brede verdeling van de poriegroottes. Een elektrode met een specifiek oppervlak van ongeveer 1000 m2/g resulteert in een typische dubbellaagcapaciteit van ongeveer 10 μF/cm2 en een specifieke capaciteit van 100 F/g.
- Actieve koolvezels (ACF) worden gemaakt van actieve kool en hebben een diameter van 10 μm. Ze kunnen microporiën hebben met een zeer kleine spreiding in poriëngrootte, die gemakkelijk kan worden gecontroleerd. De oppervlakte van geweven actieve koolvezels is ongeveer 2500 m2/g. Voordelen van deze elektroden zijn een lage elektrische weerstand langs de lengteas van de vezel en een goed contact met de collector.[20] Actieve koolvezel-elektroden hebben vanwege hun microporiën overwegend dubbellaagcapaciteiten met een kleine hoeveelheid pseudocapaciteit.

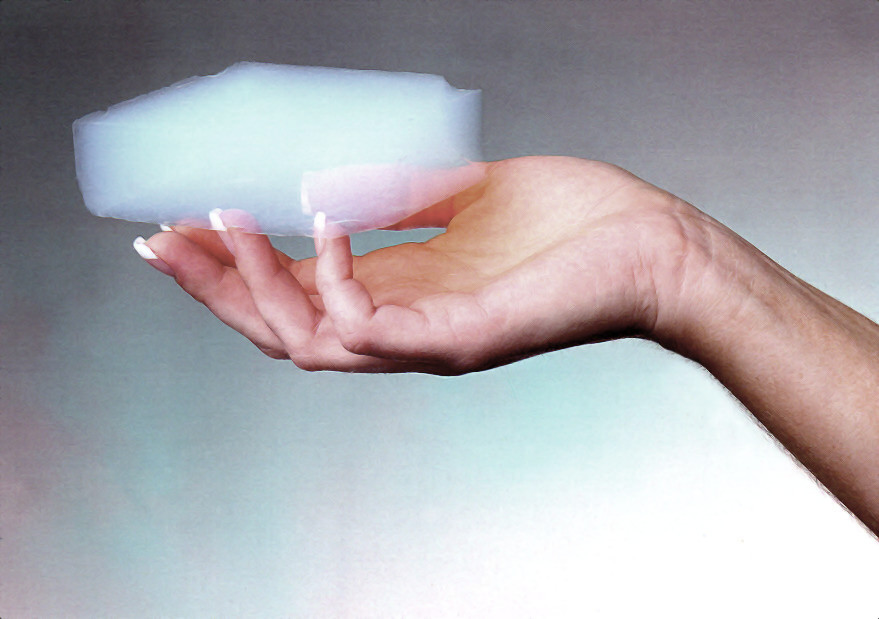
Een blok silica-aerogel in de hand

- Koolstofaerogel is een zeer poreus, synthetisch, ultralicht materiaal, dat wordt gemaakt van een organische gel, waarin het vloeibare bestanddeel is vervangen door een gas.

Koolstofaerogelelektroden worden gemaakt met behulp van pyrolyse uit resorcinol-formaldehyde aerogels en zijn meer geleidend dan de meeste actieve koolstoffen. Ze maken dunne en mechanisch stabiele elektroden mogelijk met een dikte van enkele honderden micrometers (μm) en een uniforme poriëngrootte. Koolstofaerogelelektroden bieden ook mechanische stabiliteit en trillingsstabiliteit aan supercondensatoren die worden gebruikt in omgevingen met veel trillingen.
Onderzoekers hebben een koolstofaerogelelektrode gemaakt met gravimetrische dichtheden van ongeveer 400–1200 m2/g en een volumetrische capaciteit van 104 F/cm3, met een energiedichtheid van 25 kJ/kg (90 Wh/kg) en een vermogensdichtheid van 20 W/g.
Standaard koolstofaerogelelektroden hebben hoofdzakelijk een dubbellaagcapaciteit. Koolstofaerogelelektroden die een composiet bevatten, kunnen naast de dubbellaagcapaciteit ook een grote pseudocapaciteit hebben.

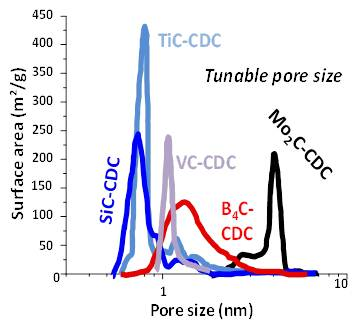
Poriëngrootteverdeling van verschillende carbide precursors

- Carbide-afgeleide koolstof (CDC), ook bekend als afstembare nanoporeuze koolstof, is een familie van koolstofmaterialen afgeleid van carbide precursors, zoals binair siliciumcarbide en titaniumcarbide, die door bijvoorbeeld thermolyse of halogenering in zuivere koolstof zijn omgezet.[28][29]

Carbide-afgeleide koolstof kan een groot specifiek oppervlak en afstembare poriëndiameters (van microporiën tot mesoporiën) vertonen voor maximalisering van de ion-opsluiting, waardoor de pseudocapaciteit door faradische diwaterstof-adsorptiebehandeling wordt verhoogd. Carbide-afgeleide koolstofelektroden met poriënontwerp op maat bieden maar liefst 75% meer energiedichtheid dan conventionele actieve koolstoffen.
Vanaf 2015 zijn er carbide-afgeleide koolstof-supercondensatoren met een energiedichtheid van 10,1 Wh/kg, 3,500 F-capaciteit en met meer dan een miljoen oplaad-ontlaadcycli.
- Grafeen bestaat uit een één atoom dikke laag van grafiet, waarbij de atomen gerangschikt zijn in een regelmatig hexagonaal patroon,[31][32] en wordt ook wel "nanocomposietpapier" genoemd.[33]

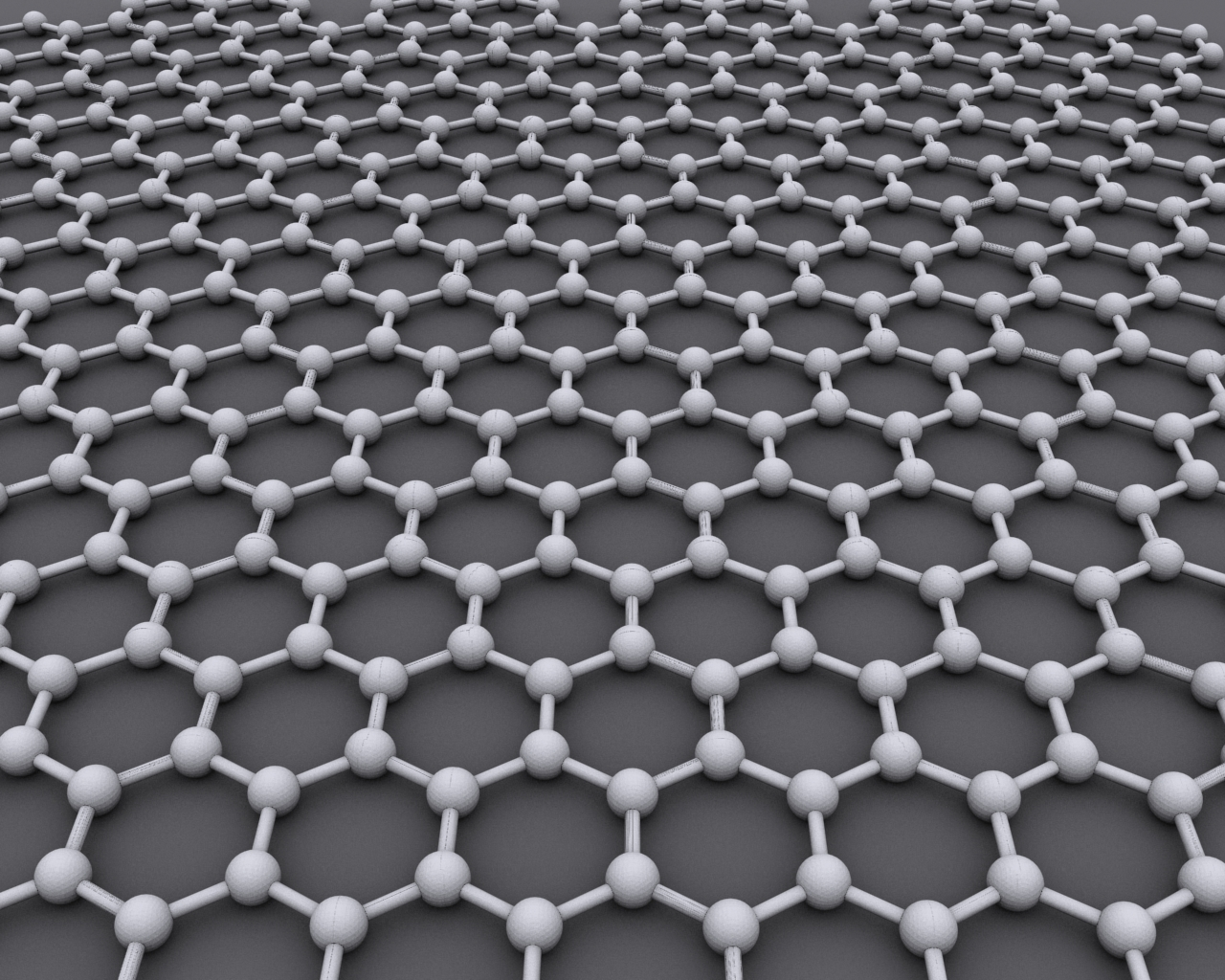
Structuur van grafeen

Grafeen heeft een theoretisch specifiek oppervlak van 2630 m2/g wat theoretisch kan leiden tot een capaciteit van 550 F/g. Bovendien is een voordeel van grafeen ten opzichte van actieve kool de hogere elektrische geleidbaarheid. Vanaf 2012 wordt grafeenpapier door de goede soortelijke geleidbaarheid in draagbare apparaten gebruikt als supercondensator met alleen een elektrode en dus zonder collectoren.
In een van de uitvoeringsvormen van grafeen bevat de supercondensator gebogen, niet tegen elkaar aanliggende grafeenvellen, waardoor er mesoporiën worden gevormd die toegankelijk en bevochtigbaar zijn door ionische elektrolyten bij spanningen tot 4 V. Hierbij wordt bij kamertemperatuur een energiedichtheid van 85,6 Wh/kg (308 kJ/kg) verkregen, die vergelijkbaar is aan die van een conventionele nikkel-metaalhydrideaccu, maar met 100-1000 keer grotere vermogensdichtheid.
De tweedimensionale structuur van grafeen verbetert het laden en ontladen. Ladingsdragers in verticaal georiënteerde lagen kunnen snel migreren in of uit de diepere structuren van de elektrode, waardoor de stroom toeneemt. Dergelijke condensatoren kunnen geschikt zijn voor 100/120 Hz filtertoepassingen, die niet mogelijk zijn bij supercondensatoren die andere koolstofmaterialen gebruiken.
- Een koolstofnanobuis is een opgerold vel grafeen van een atoom dik, hol van binnen, waarbij de lengte tienduizenden malen groter kan zijn dan de diameter.

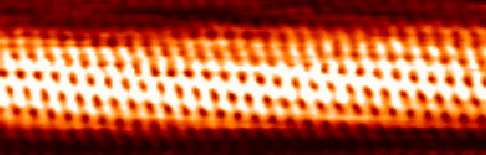
Een scanning tunneling microscopische (STM) afbeelding van een enkelwandige koolstofnanobuis

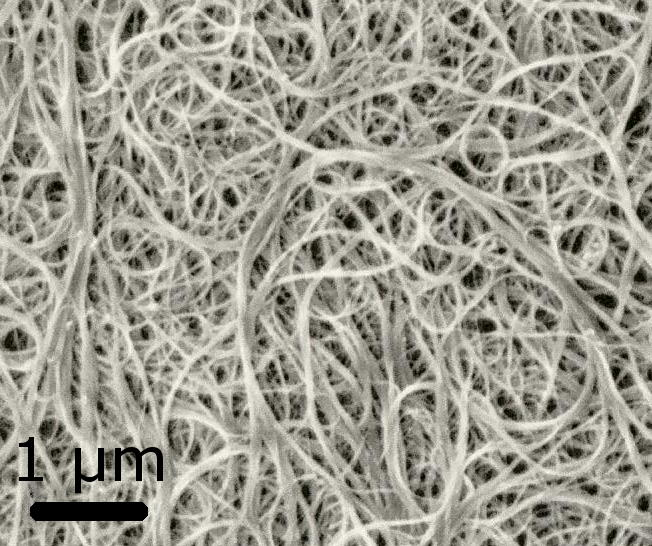
Een rasterelektronenmicroscopische (SEM) afbeelding van een bundel koolstofnanobuizen met een oppervlak van ongeveer 1500 m/g

De grafeenvellen worden opgerold onder specifieke en gedraaide ("chirale") hoeken. De combinatie van de chirale hoek en de dikte bepaalt de eigenschappen van de koolstofnanobuis, zoals elektrische geleidbaarheid, bevochtigbaarheid door elektrolyten en ionentoegang. Koolstofnanobuizen worden ingedeeld naar:
- enkelwandige koolstofnanobuizen (SWNT's) of
- meerwandige koolstofnanobuizen (MWNT's).

De laatste hebben één of meer buitenste buizen die achtereenvolgens een enkelwandige koolstofnanotube omhullen, ongeveer zoals de Russische matroesjka's. Enkelwandige koolstofnanobuizen hebben een diameter tussen 1 en 3 nm. Meerwandige koolstofnanobuizen bestaan uit meerdere lagen opgerold grafeen en hebben een grotere diameter dan enkelwandige koolstofnanobuizen, typisch zo'n 5-100 nm. De afstand tussen twee lagen in een meerwandige koolstofnanobuis is ongeveer gelijk aan de afstand tussen twee lagen grafeen in grafiet: zo'n 0,33 nm.
Koolstofnanobuizen kunnen verticaal op het collectorsubstraat groeien, zoals een siliciumwafer. Typische lengtes zijn 20 tot 100 mμ.
Koolstofnanobuizen kunnen de prestaties van de supercondensator aanzienlijk verbeteren, vanwege de zeer goede bevochtiging van het oppervlak door de elektrolyt en de hoge geleidbaarheid.
Een op enkelwandige koolstofnanobuizen gebaseerde supercondensator met een waterige elektrolyt werd systematisch bestudeerd aan de Universiteit van Delaware in de groep van prof. Bingqing Wei. Li et al. waarbij ze voor de eerste keer ontdekten, dat de iongrootte en de elektrode-elektrolyt-bevochtigbaarheid de dominante factoren zijn, die het elektrochemische gedrag van flexibele enkelwandige koolstofnanobuizen-supercondensatoren beïnvloeden. Ze gebruikten verschillende 1 molaire waterige elektrolyten met verschillende anionen en kationen. De experimentele resultaten lieten ook zien dat bij flexibele supercondensatoren het erop lijkt dat er voldoende druk tussen de twee elektroden moet worden uitgeoefend om de waterige elektrolyt-koolstofnanobuis-supercondensator beter te laten werken.
Koolstofnanobuizen kunnen per oppervlakte-eenheid ongeveer dezelfde lading opslaan als actieve kool, maar doordat het oppervlak van koolstofnanobuizen gerangschikt is in een regelmatig patroon, wordt een grotere bevochtigbaarheid verkregen. Vergeleken met een theoretisch maximalen elektrodenoppervlakte van actieve kool (3000 m2/g) hebben enkelwandige koolstofnanobuizen slechts een theoretisch specifiek oppervlak van ongeveer 1315 m2/g, terwijl dat voor meerwandige koolstofnanobuizen lager is en wordt bepaald door de diameter van de buizen en het aantal grafeenlagen. Niettemin hebben enkelwandige koolstofnanobuizen een hogere capaciteit dan actieve koolstofelektroden, bijv. 102 F/g voor de meerwandige koolstofnanobuizen en 180 F/g voor de enkelwandige koolstofnanobuizen.
Meerwandige koolstofnanobuizen hebben mesoporiën, die op de interface tussen elektrode en elektrolyt een gemakkelijke toegang van ionen mogelijk maken. Naarmate de poriëngrootte de afmeting van de ionensolvatieschil nadert, worden de oplosmiddelmoleculen gedeeltelijk afgestript, hetgeen resulteert in een grotere ionenpakkingsdichtheid en wordt de faradische vermogensdichtheid verhoogd. De aanzienlijke volumeverandering tijdens herhaalde intercalatie (reversibele insluiting of insertie van een ion) en uitputting vermindert echter hun mechanische stabiliteit.

### Elektroden voor pseudocondensatoren
Pseudocondensatoren hebben elektroden gemaakt van metaaloxiden, die tot de overgangsmetalen behoren, of van geleidende polymeren en hebben een zeer groot aandeel faradische-pseudocapaciteit in de totale capaciteit. Mangaan(IV)oxide en ruthenium(IV)oxide zijn typische materialen die worden gebruikt als elektroden voor deze supercondensatoren, omdat ze de elektrochemische eigenschappen hebben van een capacitieve elektrode (lineaire afhankelijkheid van stroom versus spanningskromme) en faradisch gedrag vertonen. Bovendien is de ladingopslag afkomstig van elektronenoverdrachtmechanismen in plaats van accumulatie van ionen in de elektrochemische dubbellaag. Pseudocapaciteiten worden verkregen door faradische redoxreacties, die plaatsvinden binnen de actieve elektrodematerialen. Meer onderzoek is gericht op overgangsmetaaloxiden zoals mangaan(IV)oxide, omdat overgangsmetaaloxiden lagere kosten hebben in vergelijking met edelmetaaloxiden zoals ruthenium(IV)oxide. Bovendien zijn de ladingopslagmechanismen van overgangsmetaaloxiden voornamelijk gebaseerd op pseudocapaciteit.
Niet elk materiaal dat faradisch gedrag vertoont, kan worden gebruikt als een elektrode voor pseudocapaciteiten, zoals nikkel(II)hydroxide (Ni(OH)2), omdat het een elektrode van het batterijtype is met niet-lineaire afhankelijkheid van stroom versus spanningskromme.
- Metaaloxiden van metalen, die tot de overgangsmetalen behoren, hebben de elektrochemische eigenschappen van een capacitieve elektrode en vertonen faradisch gedrag. Bovendien is de ladingopslag afkomstig van elektronenoverdrachtmechanismen in plaats van accumulatie van ionen in de elektrochemische dubbellaag.

In Brian Evans Conways onderzoek worden elektroden van overgangsmetaaloxiden beschreven, die grote hoeveelheden pseudocapaciteit vertoonden. Oxiden van overgangsmetalen, waaronder ruthenium(IV)oxide, iridium(IV)oxide, zwart ijzeroxide (Fe3O4), mangaan(IV)oxide of sulfiden zoals titaniumsulfide (TiS2) alleen of in combinatie genereren sterke faradische elektronenoverdragende reacties in combinatie met een lage weerstand. Het rutheniumdioxide in combinatie met een zwavelzuur-elektrolyt geeft een specifieke capaciteit van 720 F/g en een hoge energiedichtheid van 26,7 Wh/kg (96,12 kJ/kg).
Opladen/ontladen vindt plaats met ongeveer 1,2 volt per elektrode. De pseudocapaciteit van ongeveer 720 F/g is ongeveer 100 keer zo hoog als die van de dubbellaagcapaciteit bij actieve koolstofelektroden. Deze overgangsmetaalelektroden bieden uitstekende omkeerbaarheid met verscheidene honderdduizende oplaad/ontlaad cycli. Ruthenium is echter duur en de 2,4 V voor deze condensator beperkt hun toepassingen tot militaire en ruimtetoepassingen. Das et al. rapporteerden de hoogste capaciteitswaarde (1715 F/g) voor een op rutheniumoxide gebaseerde supercondensator met elektrisch afgezet rutheniumoxide op poreuze enkelwandige koolstofnanobuisjes. De specifieke capaciteit van 1715 F/g benadert dicht de voorspelde theoretische maximale ruthenium(IV)oxide-capaciteit van 2000 F/g.
In 2014 leverde een ruthenium(IV)oxide supercondensator met een grafeenschuim-elektrode een specifieke capaciteit van 502,78 F/g en een oppervlaktecapaciteit van 1,11 F/cm2), wat een energiedichtheid gaf van 39,28 Wh/kg en een vermogensdichtheid van 128,01 kW/kg over 8000 cycli met constante prestaties. De supercondensator bestond uit een driedimensionale (3D) sub-5 nm waterig ruthenium afgezet op grafeen- en koolstofnanobuishybride- schuim (RGM). Het grafeenschuim werd bedekt met hybride netwerken van ruthenium(IV)oxide nanodeeltjes en vastgezet op koolstofnanobuizen.
- Geleidende polymeren worden op elektroden gebruikt als pseudocapacitiefmateriaal. Hoewel mechanisch zwak, hebben geleidende polymeren een hoge soortelijke geleidbaarheid, wat resulteert in een lage verliesweerstand en een relatief hoge capaciteit. Dergelijke geleidende polymeren zijn polyaniline, polythiofeen, polypyrrool en polyacetyleen. Bij dergelijke elektroden wordt ook gebruik gemaakt van elektrochemische dotering of dedotering van de polymeren met anionen en kationen. Elektroden gemaakt van of gecoat met geleidende polymeren kosten evenveel als koolstofelektroden.

Geleidende polymeerelektroden hebben over het algemeen te kampen met een beperkte cyclusstabiliteit. Hoewel polyaceen-elektroden maximaal 10.000 cycli bieden, zijn ze veel beter dan batterijen.

### Elektroden voor hybride condensatoren
Alle commerciële hybride supercondensatoren zijn asymmetrisch. Ze combineren een elektrode met een grote hoeveelheid pseudocapaciteit met een elektrode met een grote hoeveelheid dubbellaagcapaciteit. In dergelijke systemen levert de faradische pseudocapaciteits-elektrode met hun hogere capaciteit een hoge energiedichtheid, terwijl de niet faradische dubbellaagcondensator elektrode een hoog vermogensdichtheid mogelijk maakt. Een voordeel van de supercondensatoren van het hybride type in vergelijking met symmetrische dubbellaagcondensatoren is hun hogere specifieke capaciteitswaarde evenals hun hogere nominale spanning en overeenkomstig hun hogere energiedichtheid.
- Composietelektroden voor supercondensatoren van het hybride type zijn gemaakt uit materiaal op koolstofbasis met daarin opgenomen of afgezette pseudocapacitief actieve materialen zoals metaaloxiden en geleidende polymeren. Vanaf 2013 gebeurt het meeste onderzoek aan supercondensatoren met composietelektroden.

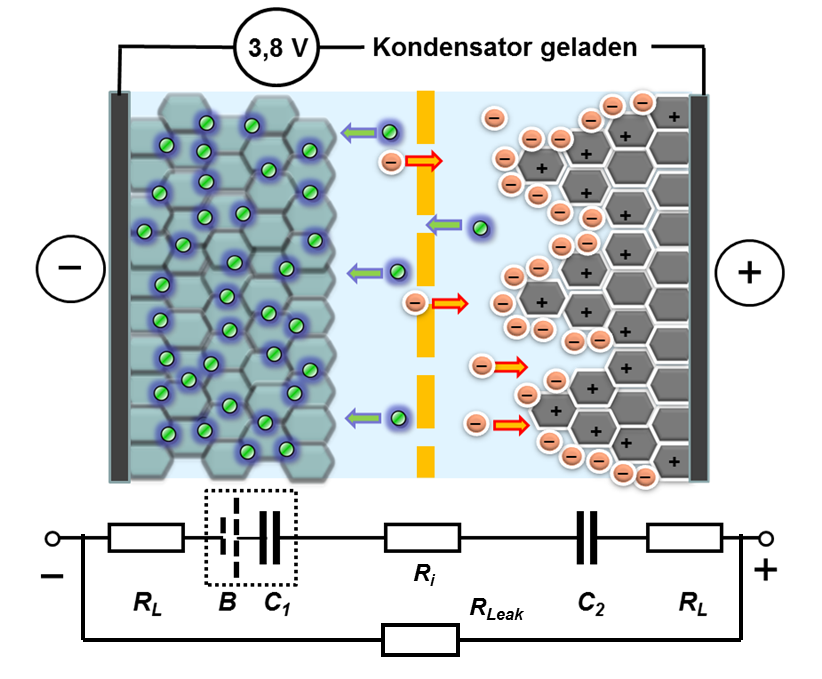
Opgeladen lithiumioncondensator met de lithiumatomen tussen de koolstoflagen

Koolstofnanobuizen geven de basis voor een homogene verdeling van metaaloxide of elektrisch geleidende polymeren, waardoor een goede pseudocapaciteit en een goede dubbellaagscapaciteit wordt verkregen. Deze elektroden hebben hogere capaciteiten dan wel elektroden met zuivere koolstof, zuivere metaaloxide of met een polymeer. Dit wordt toegeschreven aan de toegankelijkheid van de door elkaar liggende nanobuizen, die een uniforme coating van pseudocapacitieve materialen en een driedimensionale ladingsverdeling mogelijk maakt. Het proces om pseudocapacitieve materialen af te zetten, maakt meestal gebruik van een hydrothermisch proces. Li et al., van de Universiteit van Delaware vonden echter een gemakkelijke en schaalbare manier om mangaan(IV)oxide neer te slaan op een enkelwandige nanobuis voor het maken van een op een organisch elektrolyt gebaseerde supercondensator.
Een andere manier om koolstofnanobuis-elektroden te verbeteren is door ze te doteren met een pseudocapacitieve doteerstof zoals in lithiumioncondensatoren. In dit geval gaan de relatief kleine lithiumatomen tussen de koolstoflagen zitten. De anode is gemaakt van met lithium gedoteerde koolstof, die een lager negatief potentiaal mogelijk maakt en een kathode van actieve kool. Dit resulteert in een grotere spanning van 3,8-4 V die oxidatie van de elektrolyt voorkomt. Vanaf 2007 is er een capaciteit bereikt van 550 F/g. en een energiedichtheid tot 14 Wh/kg (50,4 kJ/kg).
- Li4Ti5O12 (LTO)-nanokristalelektrode is een nanokristallijne composiet. Oplaadbare elektroden voor nieuwe accumulatoren beïnvloedden de ontwikkeling van elektroden voor nieuwe supercondensatorelektroden van het hybride type zoals die voor lithiumioncondensatoren met lithium gedoteerde elektroden. De nieuwe supercondensator wordt een nanohybride genoemd.[60] Samen met een koolstofelektrode in een asymmetrische constructie biedt deze configuratie een hogere energiedichtheid, een hogere vermogensdichtheid, een langere levensduur en sneller op- en ontladen dan typische dubbellaagcondensatoren. Deze nanohybride condensator heeft een zeer hoge blijvende capaciteit van 80 mAh/g bij een extreem hoge ontlaadstroom van 1200 C (C-factor). Dit betekent dat de condensator in 3 seconden met zijn maximale stroom ontladen en opgeladen kan worden. ({\displaystyle C={\frac {I_{\text{max}}}{C_{\text{N}}}}})

## Elektrolyten

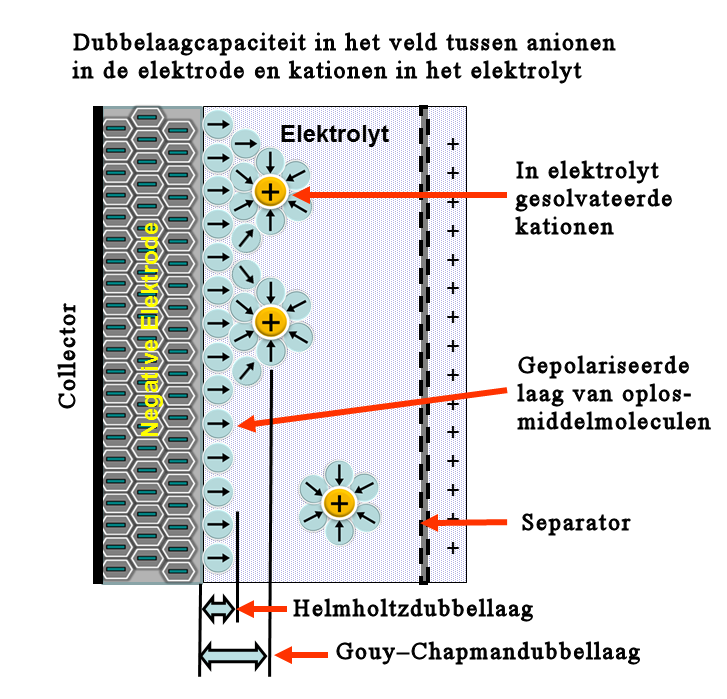
Schema van een dubbellaag. De Sternlaag is een combinatie van de Helmholzdubbellaag en de Gouy-Chapmandubbellaag.

Elektrolyten bestaan uit een oplosmiddel en opgeloste chemicaliën die dissociëren in positieve kationen en negatieve anionen, waardoor de elektrolyt elektrisch geleidend wordt. Hoe meer ionen de elektrolyt bevat, hoe beter de geleidbaarheid. In supercondensatoren zijn elektrolyten de elektrisch geleidende verbinding tussen de twee elektroden. Bovendien levert de elektrolyt in supercondensatoren de moleculen voor de scheidende monolaag in de Helmholtz-dubbellaag en levert de ionen voor de pseudocapaciteit.
De elektrolyt bepaalt de karakteristieken van de condensator: de bedrijfsspanning, het temperatuurbereik, de interne AC-weerstand (ESR) en de capaciteit. Met dezelfde actieve koolstofelektrode bereikt een waterig elektrolyt capaciteitswaarden van 160 F/g, terwijl een elektrolyt met een organisch oplosmiddel slechts 100 F/g bereikt.
De elektrolyt moet chemisch inert zijn en de andere materialen in de condensator chemisch niet aantasten om een langdurig stabiel gedrag van de elektrische eigenschappen van de condensator te garanderen. De viscositeit van de elektrolyt moet laag genoeg zijn om de poreuze, sponsachtige structuur van de elektroden te kunnen bevochtigen. Een ideale elektrolyt bestaat niet. Het blijft een compromis tussen de prestaties en de andere vereisten.
- Bij een waterig elektrolyt bestaat het oplosmiddel uit water. In water lossen anorganische stoffen gemakkelijk op. Water met daarin zuren zoals zwavelzuur (H2SO4), basen zoals kaliumhydroxide (KOH) of zouten zoals quaternair fosfoniumzout, natriumperchloraat (NaClO4), lithiumperchloraat (LiClO4) of lithiumhexafluoride-arsenaat (LiAsF6) heeft een relatief hoge geleidbaarheid van ongeveer 100 tot 1000 mS/cm. Waterige elektrolyten hebben een dissociatiespanning van 1,15 V per elektrode (2,3 V condensatorspanning) en een relatief laag bedrijfstemperatuur bereik. Ze worden gebruikt in supercondensatoren met een lage energiedichtheid en een hoge vermogensdichtheid.
- Bij een organisch elektrolyt bestaat het oplosmiddel uit organische oplosmiddelen zoals acetonitril, propyleencarbonaat, tetrahydrofuraan, di-ethylcarbonaat, gamma-butyrolacton en uit quaternair ammoniumzouten of alkylammoniumzouten zoals tetraethylammonium, tetrafluorboraat (N(Et)3BF4, (Et=ethyl))[62]) of triethyl-(methyl)-tetrafluoroboraat NMe(Et)3BF4) zijn duurder dan waterige elektrolyten, maar ze hebben een hogere dissociatiespanning van typisch 1,35 V per elektrode (2,7 V condensatorspanning) en een hoger temperatuurbereik. De lagere elektrische geleidbaarheid van organische oplosmiddelen (10 tot 60 mS/cm) leidt tot een lagere vermogensdichtheid, maar omdat de energiedichtheid toeneemt met het kwadraat van de spanning, een hogere energiedichtheid.
- Verschillende alternatieve elektrolyten worden onderzocht die een groter spanningsbereik mogelijk maken en zo de energiedichtheid van de supercondensator vergroten. Ionische vloeistof, supergeconcentreerde elektrolyten en geleidende polymeren zijn de belangrijkste stoffen van onderzoek.[63]

## Collectoren en behuizing
De collectoren verbinden de elektroden met de aansluitingen op de condensator. De collector wordt op de elektrode gespoten of is een metaalfolie. Ze moeten piekstromen van maximaal 100 A aankunnen.
Als de behuizing is gemaakt van een metaal (meestal van aluminium), moeten de collectoren van hetzelfde materiaal zijn gemaakt om te voorkomen dat ze een corrosieve galvanische cel vormen.

## Separatoren (diëlektrica)
Separatoren (diëlektrica) moeten de twee elektroden fysiek scheiden om een kortsluiting door direct contact te voorkomen. De separator kan heel dun zijn (enkele honderdsten millimeters) en moet erg poreus zijn voor de geleidende ionen om de interne AC-weerstand (ESR) zo klein mogelijk te laten zijn. Bovendien moeten separatoren chemisch inert zijn ter bescherming van de stabiliteit en geleidbaarheid van de elektrolyt. Goedkope supercondensatoren gebruiken open condensatorpapier. Meer geavanceerde supercondensatoren maken gebruik van vlies, poreuze polymeerfilms zoals acrylvezel of Kapton (poly-oxydiphenylene-pyromellitimide), geweven glasvezels of poreuze, geweven, keramische vezels. Ook lucht, mica, bariumtitanaat, glas, aluminiumoxide en tantaaloxide worden als separator gebruikt.

## Elektrische parameters

### Capaciteit

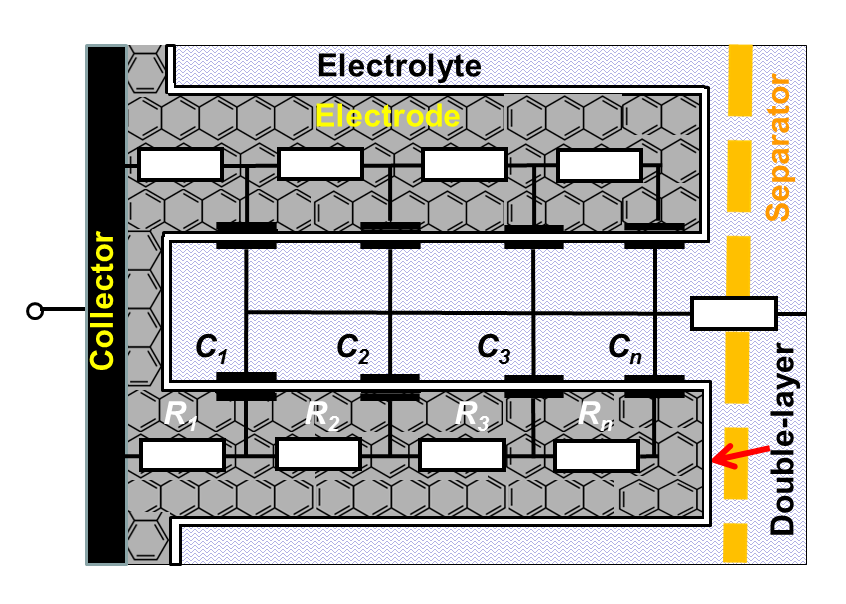
Schematische weergave van het capaciteitsgedrag als gevolg van de poreuze structuur van de elektroden

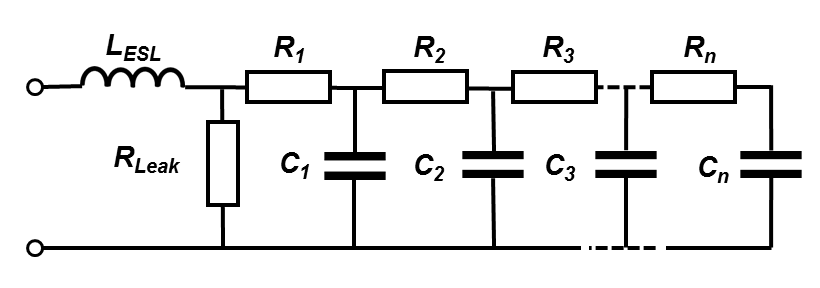
Gelijkwaardig circuit met trapsgewijze RC-elementen

Frequentie afhankelijk van de capaciteitswaarde van een 50 F supercapacitor

Capaciteitswaarden voor commerciële condensatoren worden opgegeven als "nominale capaciteit CR". Dit is de waarde waarvoor de condensator is ontworpen. De waarde voor een daadwerkelijk onderdeel moet binnen de grenzen liggen die wordt opgegeven met de opgegeven tolerantie. Typische waarden liggen in het bereik van farads (F), drie tot zes ordes van grootte keer groter dan die van elektrolytische condensatoren.
De capaciteitswaarde is het resultaat van de energie {\displaystyle W} (uitgedrukt in joule) van een geladen condensator die is geladen via een gelijkspanning VDC.
{\displaystyle W={\tfrac {1}{2}}\cdot C_{\text{DC}}\cdot V_{\text{DC}}^{2}}
Deze waarde wordt ook wel de DC-capaciteit genoemd.
- Doormeten

Conventionele condensatoren worden normaal doorgemeten met een kleine wisselspanning (0,5 V) en een frequentie van 100 Hz of 1 kHz, afhankelijk van het type condensator. De AC-capaciteitsmeting biedt snelle resultaten, belangrijk voor industriële productielijnen. De capaciteitswaarde van een supercondensator hangt sterk af van de meetfrequentie, die gerelateerd is aan de poreuze elektrodestructuur en de beperkte ionenmobiliteit in de elektrolyt. Zelfs bij een lage frequentie van 10 Hz, daalt de gemeten capaciteitswaarde van 100 tot 20 procent van de gelijkstroom-capaciteitswaarde.
Deze buitengewoon sterke frequentieafhankelijkheid kan worden verklaard door de verschillende afstanden die de ionen in de poriën van de elektrode moeten bewegen. Het gebied aan het begin van de poriën is gemakkelijk toegankelijk voor de ionen. De korte afstand gaat gepaard met een lage elektrische weerstand. Hoe groter de afstand die de ionen moeten overbruggen, hoe hoger de weerstand. Dit fenomeen kan worden beschreven met een serieschakeling van trapsgewijze RC (weerstand/condensator) elementen met seriële RC tijdconstanten. Deze resulteren in een vertraagde stroomsterkte, waardoor het totale elektrodeoppervlak dat kan worden bedekt met ionen wordt verminderd als de polariteit verandert - de capaciteit neemt af met de toenemende wisselstroomfrequentie. Dus de totale capaciteit wordt pas bereikt na langere meettijden.

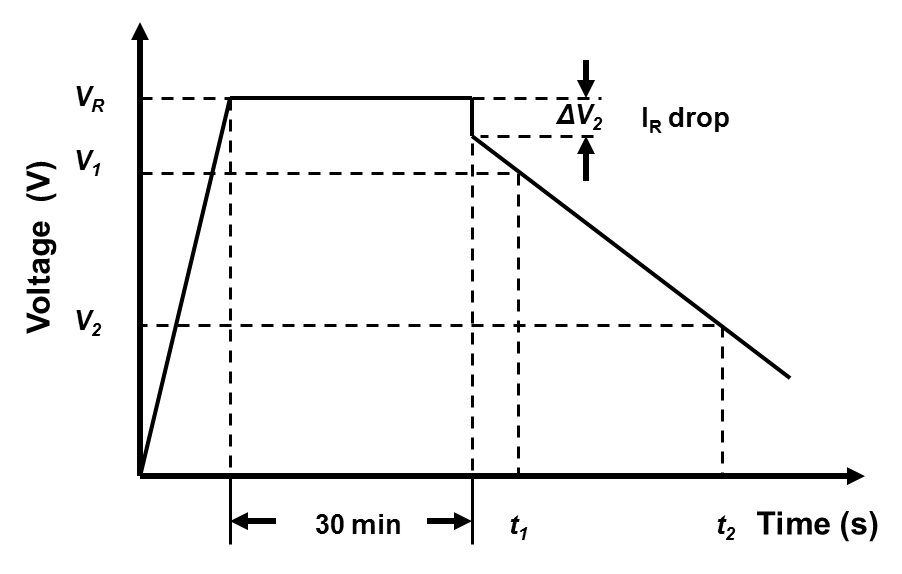
Illustratie van de meetvoorwaarden voor het meten van de capaciteit van supercondensatoren

Vanwege van de zeer sterke frequentieafhankelijkheid van de capaciteit moet deze elektrische parameter worden gemeten met een speciale constante stroomlading en ontlading, gedefinieerd in de IEC-normen 62391-1 en -2.
De meting start met het opladen van de condensator. De spanning moet er worden opgezet en nadat de constante stroom/constante stroomsterkte de nominale spanning heeft bereikt, moet de condensator gedurende 30 minuten worden opgeladen. Vervolgens moet de condensator worden ontladen met een constante ontlaadstroom Iontlading. Dan de tijd t1 en t2, die nodig is voor het laten dalen van de spanning van 80% (V1) naar 40% (V2) van de nominale spanning wordt gemeten. De capaciteitswaarde wordt berekend als:
{\displaystyle C_{\text{total}}=I_{\text{discharge}}\cdot {\frac {t_{2}-t_{1}}{V_{1}-V_{2}}}}
De waarde van de ontlaadstroom hangt af van waarvoor de supercondensator wordt gebruikt. De IEC-standaard definieert vier klassen:
1. Geheugenback-up, ontlaadstroom in mA = 1 · C (F)
2. Energieopslag, ontlaadstroom in mA = 0,4 · C (F) · V (V)
3. Vermogen, ontlaadstroom in mA = 4 · C (F) · V (V)
4. Momentane vermogen, ontlaadstroom in mA = 40 · C (F) · V (V)

- Capaciteit en gevoeligheid voor de bedrijfsspanning en temperatuur

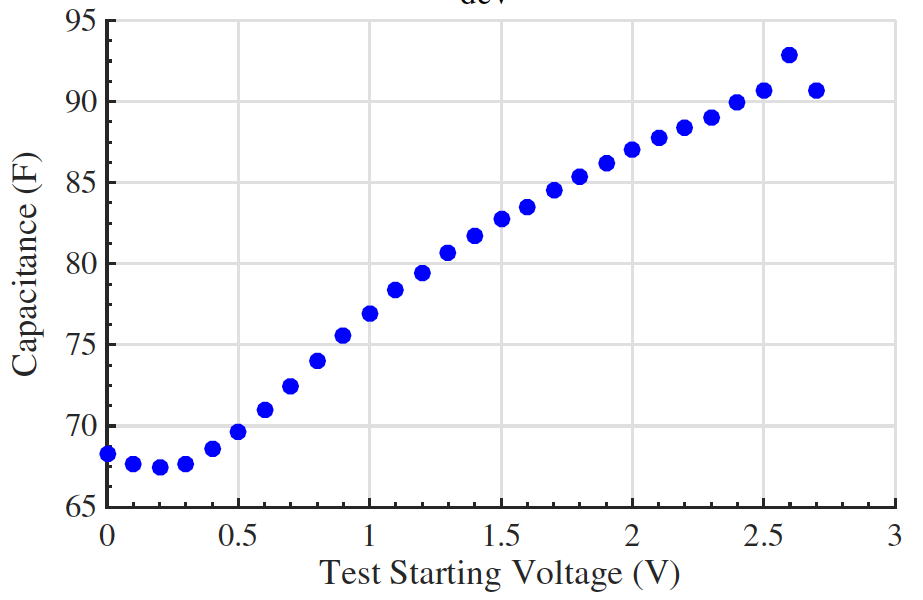
Gemeten capaciteit tegenover een bedrijfsspanning van een dubbellaagcondensator

De eigenschappen van een supercondensator, zoals de initiële weerstand van de capaciteit en de weerstand in stabiele toestand, zijn niet constant, maar zijn variabel en afhankelijk van de bedrijfsspanning van de supercondensator. De capaciteit van de supercondensator zal een meetbare toename hebben naarmate de bedrijfsspanning toeneemt. Bijvoorbeeld: een 100F-supercondensator kan 26% afwijken van zijn maximale capaciteit over het gehele operationele spanningsbereik. Eenzelfde afhankelijkheid van de bedrijfsspanning treedt in de weerstand in rusttoestand op (R ss) en in de beginweerstand (Ri).
Supercondensatoreigenschappen zijn ook afhankelijk van de supercondensatortemperatuur. Naarmate de temperatuur van de supercondensator verandert door zijn werking of door de omgevingstemperaturen zullen ook de interne eigenschappen, zoals capaciteit en weerstand veranderen. Zo neemt de capaciteit van de supercondensator toe naarmate de bedrijfstemperatuur toeneemt.
- Capaciteitsverdeling

De twee elektroden vormen twee aparte in serie geschakelde condensatoren C1 en C2. De totale capaciteit Ctotaal is af te leiden met de formule
{\displaystyle C_{\text{totaal}}={\frac {C_{1}\cdot C_{2}}{C_{1}+C_{2}}}}
Supercondensatoren hebben symmetrische of asymmetrische elektroden. Bij symmetrische elektroden hebben beide elektroden dezelfde capaciteit, hetgeen een totale capaciteit geeft van de helft van elke elektrode (als C1=C2, dan is Ctotaal=½C1). Bij asymmetrisch condensatoren is de totale capaciteit die van de elektrode met de kleinste capaciteit (als C1 >> C2, dan is Ctotaal≈C2).

### Bedrijfsspanning

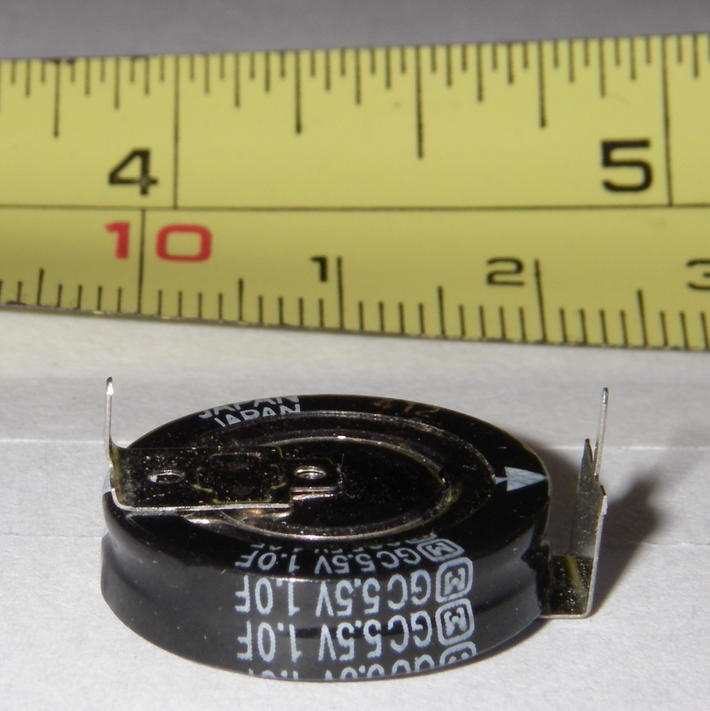
Een supercondensator van 5,5 volt is opgebouwd uit twee afzonderlijke cellen, elk geschat op ten minste 2,75 volt, in serieschakeling.

Supercondensatoren zijn laagspanningscomponenten. Voor een veilige werking moet de spanning binnen de gespecificeerde limieten blijven. De nominale spanning UR is de maximale gelijkspanning of piekpulsspanning die continu kan worden toegepast en binnen het gespecificeerde temperatuurbereik blijft. Condensatoren mogen nooit worden blootgesteld aan spanningen die continu hoger zijn dan de nominale spanning.
De nominale spanning omvat een veiligheidsmarge tegen de doorslagspanning van de elektrolyt. Dat is de spanning waarbij de elektrolyt ontleedt. De doorslagspanning ontleedt de scheidende oplosmiddelmoleculen in de Helmholtz-dubbellaag, water splitst zich dan in waterstof en zuurstof. De oplosmiddelmoleculen kunnen dan de elektrische ladingen niet van elkaar scheiden. Hogere spanningen dan de nominale spanning veroorzaken waterstofgasvorming of kortsluiting.
Standaard supercondensatoren met een waterig elektrolyt worden normaal gespecificeerd met een nominale spanning van 2,1 tot 2,3 V en die met organische oplosmiddelen met 2,5 tot 2,7 V. een lithiumioncondensator met gedoteerde elektroden kan een nominale spanning van 3,8 tot 4 V bereiken en een lagere spanningslimiet van ongeveer 2,2 V hebben.
Het gebruik van supercondensatoren onder de nominale spanning verbetert het gedrag van de elektrische parameters op lange termijn. Capaciteitswaarden en interne AC-weerstand (ESR) van de laad- en ontlaadcycli zijn stabieler, waardoor het aantal laad- en ontlaadcycli kan worden verhoogd.
Voor het verkrijgen van hogere gebruiksspanningen moeten de cellen in serie geschakeld worden. Aangezien elke cel een klein verschil in capaciteitswaarde en interne AC-weerstand (ESR) heeft, is het noodzakelijk om deze actief of passief in evenwicht te brengen voor het stabiliseren van de spanning. Passieve balancering maakt gebruik van met de supercondensator parallel geschakelde weerstanden. Actief balanceren kan een elektronisch spanningsbeheer omvatten, die de stroom binnen de drempelwaarden houdt.

### Interne DC-weerstand

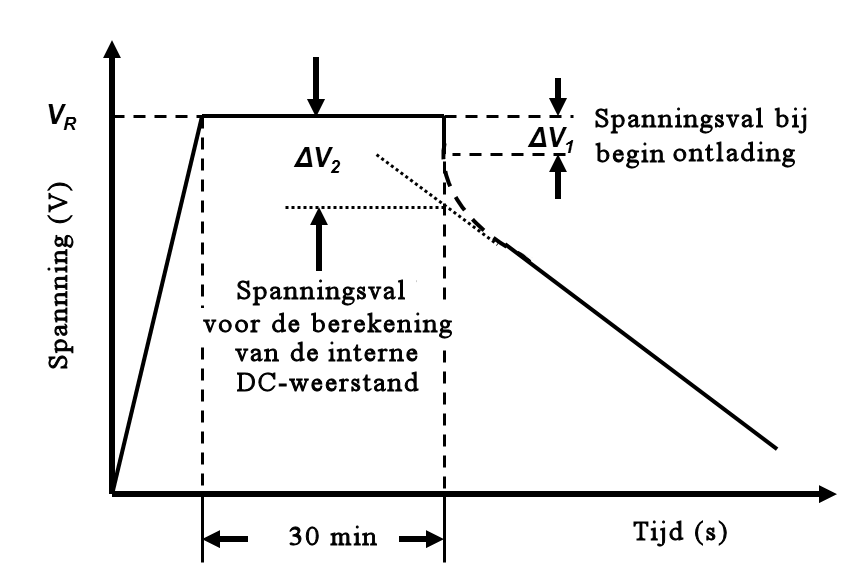
De interne gelijkstroomweerstand kan worden berekend uit de spanningsval, die wordt verkregen op het snijpunt van de met een hulplijn verlengde schuine spanningslijn en de verticale lijn vanaf de tijd-as op het moment dat de ontlading begint.

Het laden/ontladen van een supercondensator is verbonden met de beweging van ladingsdragers (ionen) in de elektrolyt over de separator (diëlektricum) naar de elektroden en in hun poreuze structuur. Verliezen treden op tijdens deze beweging die kan worden gemeten als de interne gelijkstroomweerstand.
Met het elektrische model van getrapte, in serie geschakelde RC (weerstand/condensator) elementen in de elektrode poriën, neemt de interne DC-weerstand toe met de toenemende penetratiediepte van de ladingsdragers in de poriën. De interne DC-weerstand is tijdsafhankelijk en neemt toe tijdens laden/ontladen. In toepassingen is vaak alleen het inschakel- en uitschakelbereik interessant. De interne DC-weerstand Ri kan worden berekend uit de spanningsval ΔV2 op het tijdstip van ontlading, beginnend met een constante ontladingsstroom Iontlading. Deze wordt verkregen op het snijpunt van de met een hulplijn verlengde schuine spanningslijn en de verticale lijn vanaf de tijd-as op het moment dat de ontlading begint. De weerstand kan worden berekend door:
{\displaystyle R_{\text{i}}={\frac {\Delta V_{2}}{I_{\text{ontlading}}}}}
De ontlaadstroom Iontlading voor het meten van de interne DC-weerstand kan worden afgeleid van de classificatie volgens IEC 62391-1.
Deze interne DC-weerstand Ri moet niet worden verward met de interne AC-weerstand die de equivalente serieweerstand (ESR) wordt genoemd en normaal gesproken gespecificeerd wordt voor condensatoren. Het wordt gemeten op 1 kHz. De ESR is veel kleiner dan de DC-weerstand. De ESR is niet relevant voor het berekenen van de inschakelstromen of andere piekstromen van de supercondensator.
Ri bepaalt de verschillende supercondensator-eigenschappen. Het beperkt de laad- en ontlaadpiekstromen en laad-/ontlaadtijden. Ri en de capaciteit C resulteert in de tijdconstante {\displaystyle \tau }
{\displaystyle \tau =R_{\text{i}}\cdot C}
Deze tijdconstante bepaalt de laad-/ontlaadtijd. Een 100 F-condensator met een interne DC-weerstand van bijvoorbeeld 30 mΩ heeft een tijdconstante van 0,03 × 100 = 3 s. Na 3 seconden opladen met een stroom, die alleen wordt beperkt door de interne gelijkstroomweerstand, is de condensator voor 63,2% opgeladen (of is ontladen tot 36,8%).
Standaardsupercondensatoren met constante interne DC-weerstand worden volledig opgeladen na ongeveer 5τ. Aangezien de interne DC-weerstand toeneemt met de lading/ontlading, kunnen de werkelijke tijden niet worden berekend met deze formule. De laad-/ontlaadtijd hangt af van de specifieke constructiedetails.

### Stroombelasting en cyclusstabiliteit
Omdat supercondensatoren werken zonder chemische bindingen te vormen, worden stroombelastingen, inclusief lading, ontlading en piekstromen niet beperkt door de reactiebeperkingen. De huidige belasting- en cyclusstabiliteit kan veel hoger zijn dan die bij oplaadbare batterijen. Stroombelastingen worden alleen beperkt door de interne DC-weerstand, die aanzienlijk lager kan zijn dan die voor batterijen.
De interne weerstand Ri en laad-/ontlaadstromen of piekstromen I genereren interne warmteverliezen Pverlies volgens:
{\displaystyle P_{\text{verlies}}=R_{\text{i}}\cdot I^{2}}
De vrijkomende warmte moet naar de omgeving worden afgevoerd om de bedrijfstemperaturen onder de opgegeven maximumtemperatuur te houden.
Warmte bepaalt over het algemeen de levensduur van de condensator vanwege elektrolytische diffusie. De warmte afkomstig van de stroombelastingen moet kleiner zijn dan 5 tot 10 K bij de maximale omgevingstemperatuur, waardoor ze slechts een geringe invloed heeft op de verwachte levensduur. De opgegeven laad- en ontlaadstromen voor frequent laden/ontladen worden hoofdzakelijk bepaald door de interne gelijkstroomweerstand.
De opgegeven cyclusparameters onder maximale omstandigheden omvatten de laad- en ontlaadstroom, pulsduur en frequentie. Ze zijn gespecificeerd voor een bepaald temperatuurbereik en over het volledige spanningsbereik gedurende een bepaalde levensduur. Afhankelijk van de combinatie van elektrodeporeusheid, poriëngrootte en elektrolyt kunnen ze enorm verschillen. Over het algemeen verhoogt een lagere stroombelasting de levensduur van de supercondensator en het aantal cycli. Een lagere stroombelasting kan worden bereikt door een lager spanningsbereik of door langzamer op te laden en te ontladen.
Supercondensatoren, behalve die met polymeerelektroden, kunnen mogelijk meer dan één miljoen keer opgeladen/ontladen worden zonder aanzienlijke achteruitgang van de capaciteit of interne weerstandsverhogingen. Naast de hogere stroombelasting is dit het tweede grote voordeel van supercondensatoren ten opzichte van batterijen. De stabiliteit is het gevolg van zowel de elektrostatische als de elektrochemische opslag.
De opgegeven laad- en ontlaadstromen kunnen aanzienlijk worden overschreden door de frequentie te verlagen of door een enkele puls. Warmte die wordt gegenereerd door een enkele puls kan zo worden gespreid over de tijd totdat de volgende puls optreedt. Hierdoor treedt een relatief kleine gemiddelde warmtetoename op. Een dergelijke "piekvermogenstroom" voor vermogenstoepassingen voor supercondensatoren van meer dan 1000 F kan een maximale piekstroom van ongeveer 1000 A leveren. Dergelijke hoge stromen genereren hoge thermische spanningen en hoge elektromagnetische krachten die de verbinding tussen de elektrode en de collector kunnen beschadigen en vereisen daarom een robuust ontwerp van de supercondensatorconstructie.

### Energiedichtheid en vermogensdichtheid
De energiedichtheid van een supercondensator is de hoeveelheid energie die per massa-eenheid kan worden opgeslagen. De energiedichtheid wordt gravimetrisch gemeten en per eenheid van massa in wattuur per kilogram (Wh/kg) uitgedrukt of volumetrisch gemeten in volumetrische energiedichtheid en in Wh/cm³ of Wh/l uitgedrukt.
|                           | Brandstofcel | Oplaadbare batterij | Loodaccu | Supercondensator | Elektrolytische condensator |
| ------------------------- | ------------ | ------------------- | -------- | ---------------- | --------------------------- |
| Vermogensdichtheid (W/kg) | 120          | 150                 | 75       | 1.000 - 5.000    | 100.000                     |
| Energiedichtheid (Wh/kg)  | 150 - 1500   | 50 -1500            | 30       | 4 - 6            | 0,1                         |

- Onderzoekers hebben een supercondensator met een koolstofaerogelelektrode gemaakt met een specifiekvermogen van 20 000 W/kg en een energiedichtheid (specifieke energie) van 90 Wh/kg.
- Ter vergelijking: benzine heeft een energiedichtheid van 44,4 MJ/kg of 12.300 Wh/kg (bij voortstuwing van het voertuig moet het rendement van de energieomzettingen in aanmerking worden genomen, resulterend in 3.700 Wh/kg met een gemiddelde efficiëntie van de verbrandingsmotor van 30%.

Hoewel de energiedichtheid van supercondensatoren onvoldoende is in vergelijking met batterijen, hebben supercondensatoren het belangrijke voordeel van de vermogensdichtheid. De vermogensdichtheid beschrijft de snelheid waarmee energie kan worden toegevoerd aan/geabsorbeerd door belasting. Het maximale vermogen wordt gegeven door de formule:
{\displaystyle P_{\text{max}}={\frac {1}{4}}\cdot {\frac {V^{2}}{R_{i}}}}
met V = aangelegde spanning en Ri, de interne DC-weerstand van de condensator.
Het beschreven maximale vermogen Pmax specificeert het vermogen van een theoretische rechthoekige enkele maximale stroompiek van een gegeven spanning. In echte circuits is de stroompiek niet rechthoekig en is de spanning kleiner, veroorzaakt door de spanningsval. IEC 62391-2 heeft een meer realistisch effectief vermogen Peff vastgesteld voor supercondensatoren voor stroomtoepassingen:
{\displaystyle P_{\text{eff}}={\frac {1}{8}}\cdot {\frac {V^{2}}{R_{i}}}}

### Levensduur

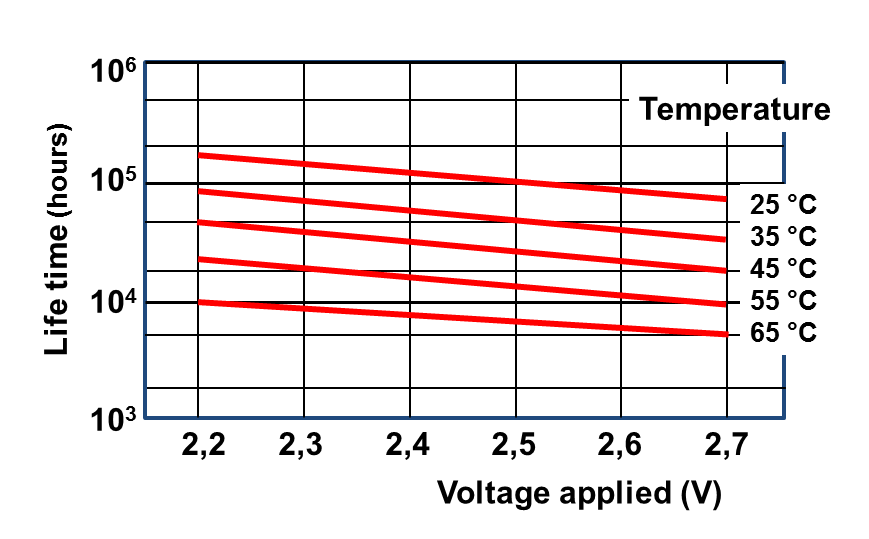
De levensduur van supercondensatoren hangt voornamelijk af van de condensatortemperatuur en de toegepaste spanning

Omdat supercondensatoren niet afhankelijk zijn van chemische veranderingen in de elektroden (behalve die met polymeerelektroden), hangt de levensduur meestal af van de verdampingssnelheid van de vloeibare elektrolyt. Deze verdamping is in het algemeen afhankelijk van de temperatuur, stroombelasting, huidige cyclusfrequentie en spanning. De stroombelasting- en cyclusfrequentie genereren interne warmte, zodat de verdampingsbepalende temperatuur de som is van de omgevings- en interne warmte. Deze temperatuur wordt gemeten in de kern van een condensator. Hoe hoger de kerntemperatuur, hoe sneller de verdamping en hoe korter de levensduur.
Verdamping resulteert in het algemeen in een afnemende capaciteit en een toenemende inwendige DC-weerstand. Volgens IEC/EN 62391-2 worden capaciteitsverminderingen van meer dan 30% of interne DC-weerstand die vier keer hoger ligt dan de opgegeven specificaties, beschouwd als "slijtage storingen", wat betekent dat het onderdeel het einde van zijn levensduur heeft bereikt. De condensatoren zijn nog wel bruikbaar, maar met beperkte mogelijkheden. Of de afwijking van de parameters van invloed is op een goede werking hangt niet af van de toepassing van de condensator. Dergelijke grote veranderingen van elektrische parameters die zijn gespecificeerd in IEC/EN 62391-2 zijn meestal onaanvaardbaar voor toepassingen met een hoge stroombelasting. Componenten die hoge stroombelastingen ondersteunen, gebruiken veel kleinere limieten, bijvoorbeeld 20% verlies van capaciteit of verdubbeling van de interne weerstand. De beperktere definitie volgens IEC/EN 62391-2 is belangrijk voor dergelijke toepassingen, aangezien warmte lineair toeneemt met de toenemende inwendige DC-weerstand en de maximale temperatuur niet mag worden overschreden. Temperaturen hoger dan opgegeven kunnen er voor zorgen dat de condensator niet meer werkt.
De werkelijke levensduur van supercondensatoren, ook wel "technische levensduur", "levensverwachting" of "levensduur van de belasting" genoemd, kan bij kamertemperatuur 10 tot 15 jaar of langer bedragen. Dergelijke lange perioden kunnen niet door de fabrikanten worden getest. Daarom specificeren ze de verwachte levensduur van de condensator bij de maximale temperatuur en spanning. De resultaten worden gespecificeerd in gegevensbladen met behulp van de notatie "geteste tijd (uren)/max. Temperatuur (°C)", zoals "5000 uren bij 65 °C". Met deze waarden, die zijn afgeleid uit historische gegevens, kunnen levensverwachtingen worden geschat voor omstandigheden bij lagere temperaturen.
De levensduurspecificatie in gegevensbladen is getest door de fabrikanten met behulp van een versnelde verouderingstest genaamd "vermoeidheidstest" met maximale temperatuur en spanning gedurende een bepaalde tijd. Voor een "nuldefect" productbeleid tijdens deze test mag er geen slijtage of totale uitval optreden. Deze levensduurspecificatie kan worden gebruikt om de verwachte levensduur voor een bepaald ontwerp in te schatten. De schattingen bij de "10-graden-regel", die wordt gebruikt voorelektrolytische condensatoren met vloeibare elektrolyt, kan ook worden gebruikt voor supercondensatoren. Deze regel maakt gebruik van de vergelijking van Arrhenius, een eenvoudige formule voor de temperatuurafhankelijkheid van reactiesnelheden. Voor elke verlaging van de bedrijfstemperatuur met 10 °C, verdubbelt de geschatte levensduur.
{\displaystyle L_{x}=L_{0}\cdot 2^{\frac {T_{0}-T_{x}}{10}}}
Met
- L  x  = te berekende levensduur
- L  0  = opgegeven levensduurspecificatie
- T  0  = bovenste gespecificeerde condensatortemperatuur
- T  x  = bedrijfstemperatuur van de condensatorcel

Berekend met deze formule hebben condensatoren gespecificeerd met 5000 uur bij 65 °C een geschatte levensduur van 20.000 uur bij 45 °C.
De levensduur is ook afhankelijk van de bedrijfsspanning, omdat de ontwikkeling van gas in de vloeibare elektrolyt afhankelijk is van de spanning. Hoe lager de spanning, hoe kleiner de gasontwikkeling en hoe langer de levensduur. Er bestaat echter geen algemene geldende formule voor het berekenen van de levensduur van de supercondensator bij een bepaalde spanning. De spanningsafhankelijke curven weergegeven in de afbeelding zijn een empirisch resultaat van één fabrikant.
De levensverwachting voor krachttoepassingen kan ook worden beperkt door de stroombelasting of het aantal cycli. Deze beperking van de stroombelasting of het aantal cycli moet worden opgegeven door de relevante fabrikant en is sterk afhankelijk van het type supercondensator.

### Zelfontlading
Het opslaan van elektrische energie in de Helmholtz-dubbellaag scheidt de ladingsdragers van elkaar op de afstanden die de moleculen van elkaar liggen. Over deze korte afstand kunnen onregelmatigheden voorkomen, wat leidt tot een kleine uitwisseling van ladingsdragers en geleidelijke ontlading. Deze zelfontlading wordt lekstroom genoemd. De lekkage is afhankelijk van de capaciteit, spanning, temperatuur en de chemische stabiliteit van de combinatie elektrode/elektrolyt. Bij kamertemperatuur is de lekkage zo laag dat deze wordt gespecificeerd door de zelfontladingstijd. Deze wordt uitgedrukt in uren, dagen of weken. Zo gaat bijvoorbeeld van een 5,5 V/F Panasonic 'Goldcapacitor' (dubbele celcondensator) de spanningsverlaging bij 20 °C van 5,5 V naar 3 V in 600 uur of 25 dagen.

### Spanningsvermindering na opladen

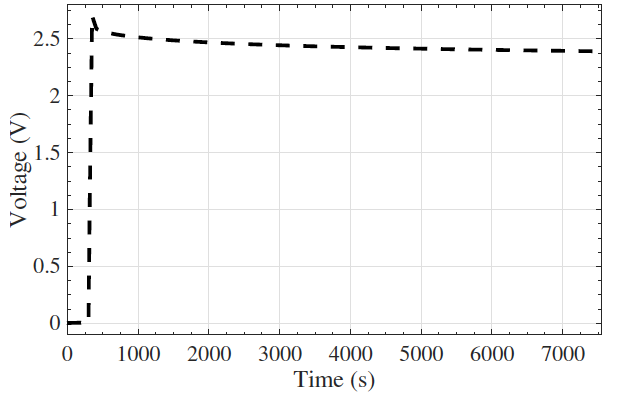
Grafische weergave van het verloop van de spanning na het opladen

Het blijkt, dat nadat de elektrostatische dubbellaagsupercondensator opgeladen of ontladen is, de spanning in de loop van de tijd afneemt naar het vorige spanningsniveau. De waargenomen spanningsvermindering kan zich over meerdere uren uitstrekken en is waarschijnlijk te wijten aan lange diffusie-tijdconstanten van de poreuze elektroden in de dubbellaagsupercondensator.

### Polariteit

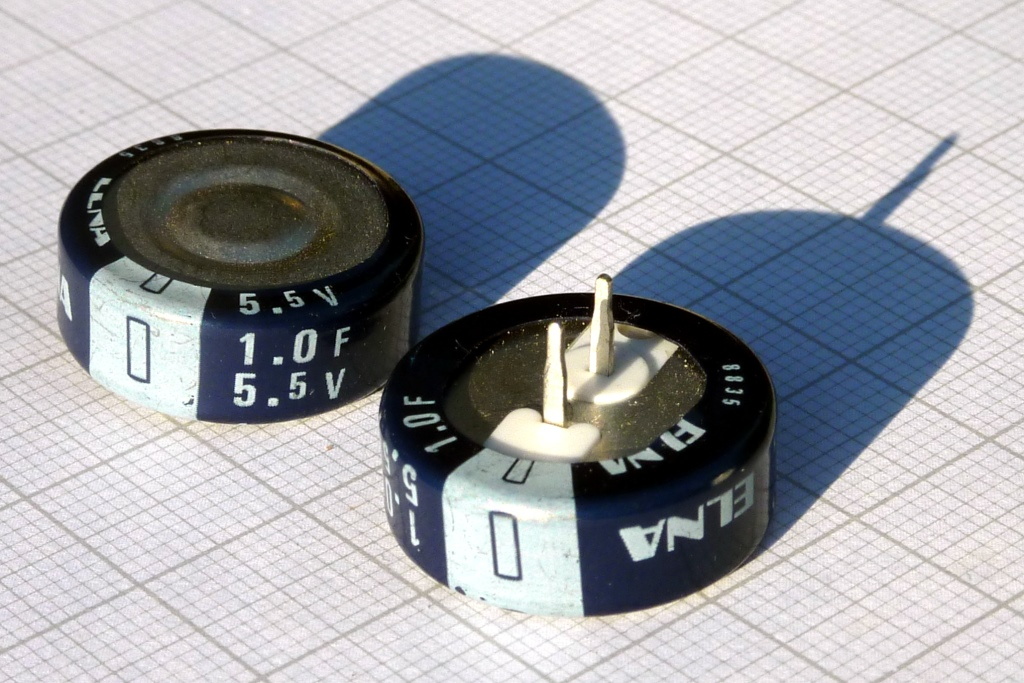
Een negatieve balk op de isolatiemantel duidt de kathode-aansluiting van de condensator aan

Omdat de positieve en negatieve elektroden van symmetrische supercondensatoren uit hetzelfde materiaal bestaan, hebben theoretisch gezien supercondensatoren geen echte polariteit en treedt een catastrofaal falen normaal niet op. Als een supercondensator echter omgekeerd opgeladen wordt, verlaagt dit de capaciteit. Het wordt daarom aanbevolen om de polariteit te handhaven zoals die tijdens de productie zijn ingesteld. Asymmetrische supercondensatoren zijn van nature polair.
Pseudocondensatoren en hybride supercondensatoren die elektrochemische ladingseigenschappen hebben, mogen niet met omgekeerde polariteit worden gebruikt, wat hun gebruik bij wisselstroom uitsluit. Deze beperking is echter niet van toepassing op de elektrostatische dubbellaagsupercondensatoren
Een balk op de isolerende huls identificeert de negatieve pool in een gepolariseerde component.
In sommige literatuur worden de termen "anode" en "kathode" gebruikt in plaats van de negatieve elektrode en de positieve elektrode. Het gebruik van anodes en kathodes om de elektroden in supercondensatoren (en ook oplaadbare batterijen inclusief lithiumionbatterijen) te beschrijven kan tot verwarring leiden, omdat de polariteit verandert afhankelijk van of een component als een generator of als een verbruiker van stroom wordt beschouwd. In de elektrochemie zijn kathode en anode respectievelijk gerelateerd aan reductie- en oxidatiereacties. In supercondensatoren op basis van elektrische dubbellaagcapaciteit is er echter geen oxidatie- en/of reductiereactie op een van de twee elektroden. Daarom zijn de concepten kathode en anode niet van toepassing.

## Standaarden of normeringen

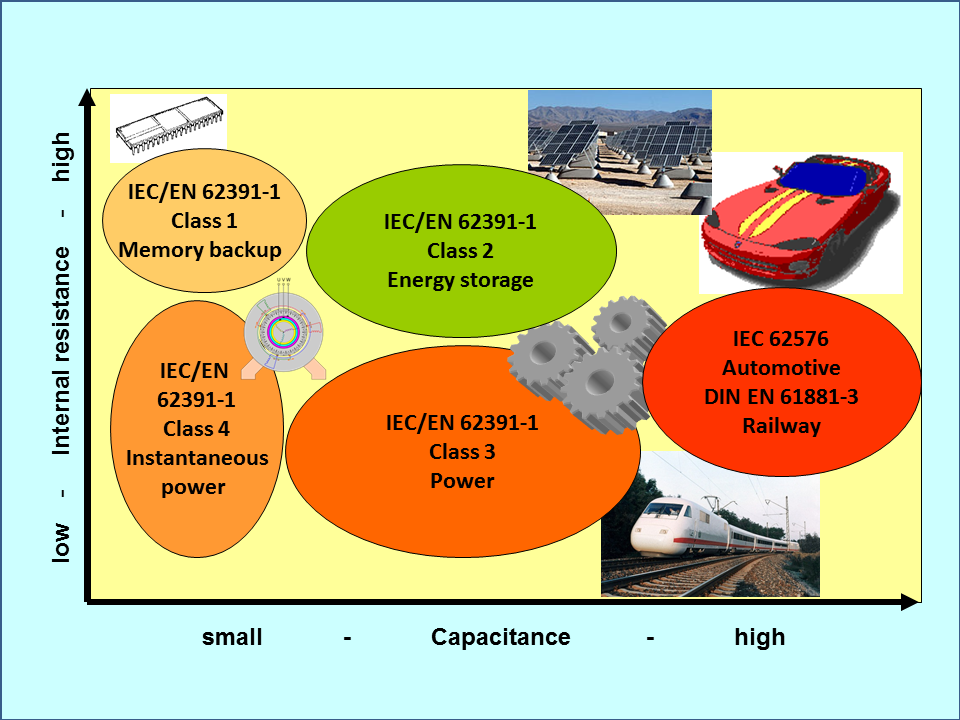
Indeling van supercondensatoren in klassen met betrekking tot IEC 62391-1, IEC 62567en BS EN 61881-3 normen. capacitance = capaciteit van klein naar groot, internal resistance = interne DC-weerstand van laag naar hoog.

Supercondensatoren verschillen dusdanig van elkaar, dat ze zelden uitwisselbaar zijn, vooral die met hogere energiedichtheid. Toepassingen variëren van lage tot hoge piekstromen, waarvoor voor de supercondensatoren gestandaardiseerde testprotocollen en meetvoorschriften vereist zijn.
Testspecificaties en parametervereisten worden beschreven in de generieke specificatie
- IEC/CEN 62391-1, Elektrische dubbellaagcondensatoren voor gebruik in elektronische apparatuur .

De standaard definieert vier toepassingsklassen, afhankelijk van de ontlaadstroomniveaus:
1. Geheugen back-up
2. Energieopslag, hoofdzakelijk gebruikt voor het aandrijven van motoren, vereist een korte werking,
3. Vermogenvraag, hogere stroombehoefte gedurende een langere bedrijfstijd,
4. Direct vermogen gedurende een korte bedrijfstijd voor toepassingen die relatief hoge stroomeenheden of piekstromen vereisen, variërend tot enkele honderden ampères.

Drie andere normen beschrijven speciale toepassingen.
Voor supercondensatoren voor stroomtoepassingen van klasse 4 zijn de specifieke vereisten vastgelegd in een internationaal geharmoniseerde kaderspecificatie:
- IEC 62391-2, Vaste elektrische dubbellaagcondensatoren voor gebruik in elektronische apparatuur - Niet beschreven detailspecificatie - Elektrische dubbellaagcondensatoren voor krachttoepassing

Bovendien specificeren de twee volgende normen de speciale vereisten voor supercondensatoren voor gedefinieerde toepassingsgebieden:
- IEC 62576, Elektrische dubbellaagcondensatoren voor gebruik in hybride elektrische voertuigen. Testmethoden voor elektrische eigenschappen
- BS/EN 61881-3, Spoorwegtoepassingen. Rollend materieel. Condensatoren voor vermogenselektronica. Elektrische dubbellaagcondensatoren

In België worden de normeringen van het IEC uitgegeven door het Bureau voor Normalisatie (NBN), in Nederland is het Nederlands Normalisatie-instituut (NEN) daarvoor verantwoordelijk.

## Constructie
Supercondensators worden gemaakt in verschillende uitvoeringen, zoals plat met een enkel paar elektroden, gewikkeld in een cilindrische behuizing of gestapeld in een rechthoekige behuizing. Omdat ze een breed scala aan capacitieve waarden dekken, kan de grootte van de behuizingen variëren.

### Verschillende bouwwijzen van supercondensators

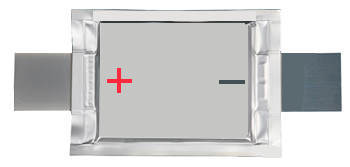
Platte vorm van een supercondensator die wordt gebruikt voor mobiele componenten
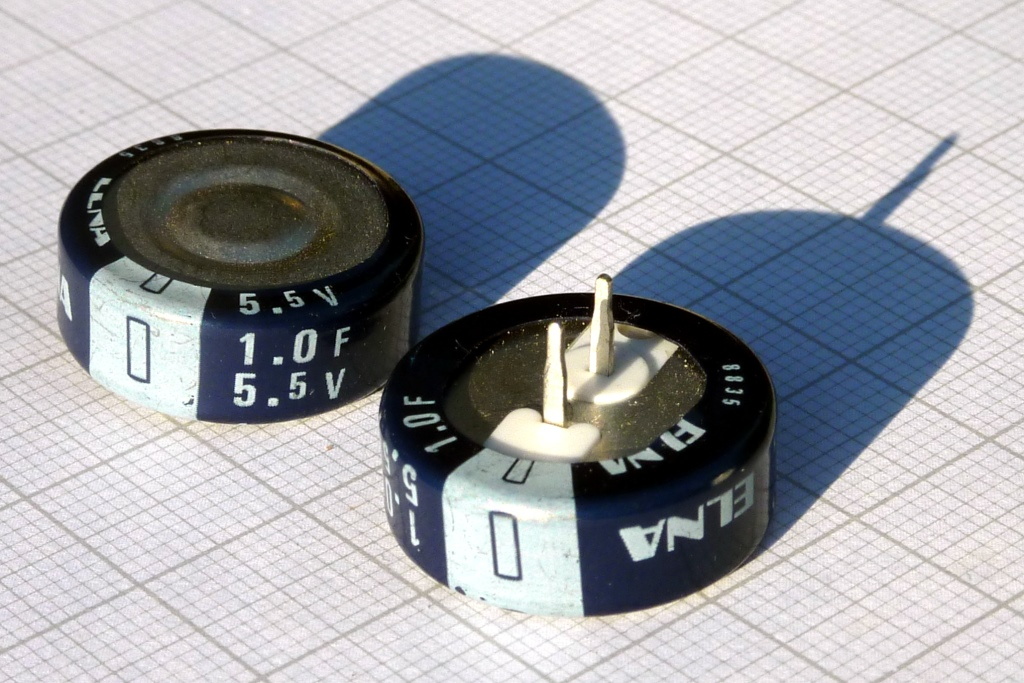
Radiale stijl van een lithiumioncondensator voor montage op een printplaat gebruikt voor industriële toepassingen

### Constructiegegevens van gewikkelde en gestapelde supercondensatoren met actieve koolstofelektroden

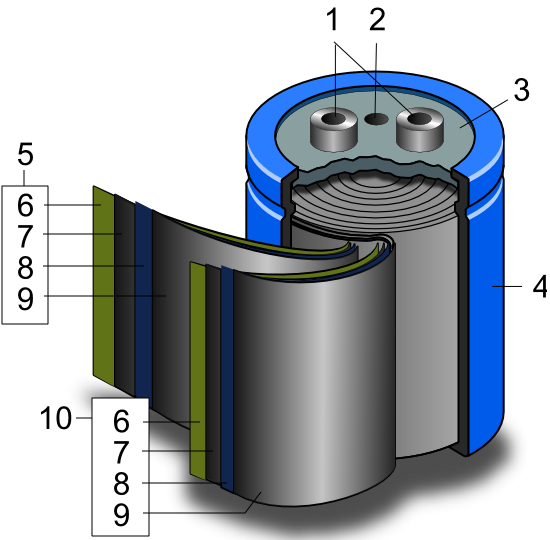
Schematische constructie van een gewikkelde supercondensator 1. aansluitingen, 2. veiligheidsontluchting, 3. afdichtingsschijf, 4. aluminium behuizing, 5. positieve pool, 6. separator, 7. koolstofelektrode, 8. collector, 9. koolstofelektrode, 10. negatieve pool
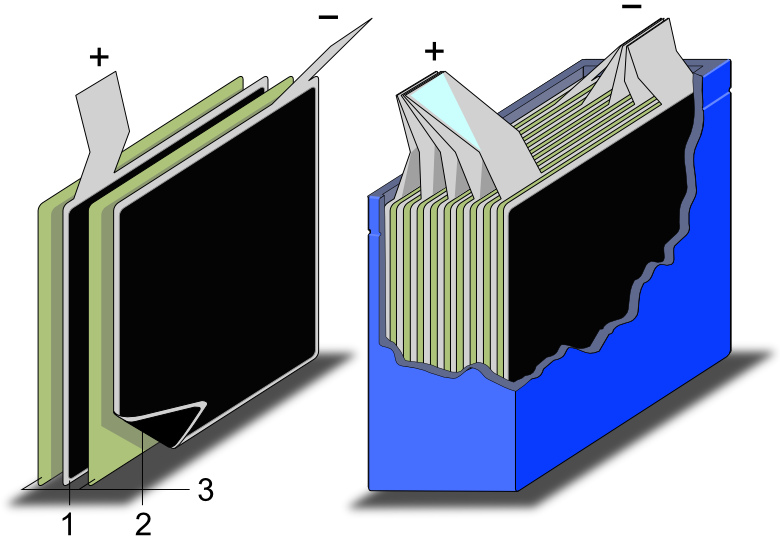
Schematische constructie van een supercondensator met gestapelde elektroden 1. positieve elektrode, 2. negatieve elektrode, 3. separator

Supercondensators zijn opgebouwd uit twee metalen folies, de collectoren, elk gecoat met een elektrodemateriaal zoals actieve kool, die dienen als de voedingsaansluiting tussen het elektrodemateriaal en de externe aansluitingen van de condensator. Specifiek voor het elektrodemateriaal is een zeer groot oppervlak. In dit voorbeeld wordt de actieve kool elektrochemisch geëtst, zodat het oppervlak van het materiaal ongeveer een factor 100.000 groter is dan het gladde oppervlak. De elektroden worden van elkaar gescheiden door een ionen-doorlatend membraan, de separator, die wordt gebruikt als isolator tegen kortsluiting. Deze constructie wordt vervolgens gewikkeld of gevouwen tot een cilindrische of rechthoekige vorm en kan worden gestapeld in een aluminium buis of een aanpasbare rechthoekige behuizing. Vervolgens wordt de cel geïmpregneerd met een vloeibaar of viskeus, organische of waterige elektrolyt. De elektrolyt, een ionische geleider, dringt in de poriën van de elektroden en dient als de geleidende verbinding tussen de elektroden over de separator. Ten slotte is de behuizing hermetisch gesloten om een stabiel gedrag gedurende de opgegeven levensduur te garanderen.

## Toepassingen
- Algemeen. Supercondensatoren hebben voordelen bij toepassingen waar een grote hoeveelheid energie nodig is gedurende een relatief korte tijd of voor een zeer groot aantal laad-/ontlaadcycli. Typische voorbeelden zijn een stroom in het bereik van milliampère of milliwatt gedurende enkele minuten tot een stroom in het bereik van enkele honderden ampères of enkele honderden kilowatts tijdens korte piekbelastingen.

De tijd t gedurende welke een supercondensator een constante stroom I kan leveren, wordt berekend als:
{\displaystyle t={\frac {C\,(U_{\text{geladen}}-U_{\text{min}})}{I}}}, waarbij de spanning {\displaystyle U_{\text{geladen}}} zakt naar {\displaystyle U_{\text{min}}}.
Als de applicatie gedurende een bepaalde tijd {\displaystyle t} een constant vermogen{\displaystyle P} nodig heeft, kan dit worden berekend met behulp van:
{\displaystyle t={\frac {1}{2P}}C\,(U_{\text{geladen}}^{2}-U_{\text{min}}^{2})}, waarbij de spanning {\displaystyle U_{\text{geladen}}} ook zakt naar {\displaystyle U_{\text{min}}}.
- Consumentenelektronica. In toepassingen met wisselende belastingen, zoals laptops, PDA's, GPS, draagbare mediaspelers, mobiele apparaten[72] en zonnepanelen kunnen supercondensatoren de stroomvoorziening stabiliseren. Supercondensatoren leveren stroom voor de flitsers in digitale camera's en voor led-zaklampen die in veel kortere perioden kunnen worden opgeladen, bijvoorbeeld in 90 seconden.[73] Sommige draagbare luidsprekers worden gevoed door supercondensatoren.[74]
- Gereedschap. Een draadloze accuboormachine met supercondensatoren voor energieopslag werkt ongeveer de helft korter vergeleken met een accumodel, maar kan wel in 90 seconden volledig worden opgeladen en behoudt na drie maanden niet gebruikt te zijn nog 85% van de lading.[75]
- Industriële toepassingen.
  - Supercapaciteiten leveren de energie voor elektrische apparaten waarvan de functie moet worden gewaarborgd bij kortstondige stroomuitval, bijvoorbeeld om data in de elektronische opslag van gegevens (RAM, SRAM) te handhaven. Ze zitten ook als extra energiebron in slimme meters.[76] In combinatie met parallel geschakelde accu's treden supercondensatoren tijdens sterk fluctuerende belastingen van de accu's als buffer op en verlagen zo de belastingpieken. Dit kan de levensduur van de accu's verlengen.
  - Een typische industriële toepassing voor supercondensatoren is de noodstroomvoeding voor het overbruggen van kortdurende stroomstoringen. Met supercondensatoren kan een aanzienlijke ruimtebesparing worden bereikt in vergelijking met elektrolytische condensatoren.[77][78][79]

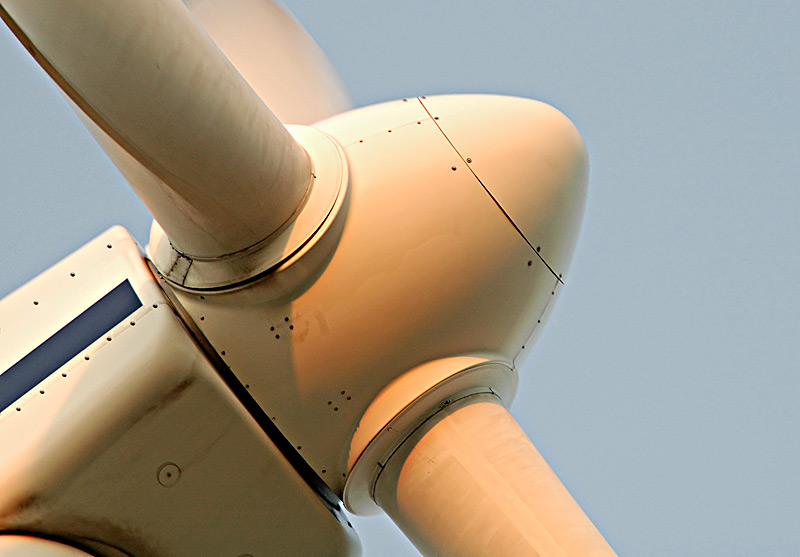
Close-up van een rotornaaf met pitch-systeem

  - Supercondensatoren worden gebruikt als energieleveranciers om elektrische locomotieven in sommige kolenmijnen in China aan te drijven. Het voordeel van deze supercondensator is de snelle laadtijd van de condensatoren in vergelijking met accu's. In minder dan 30 minuten zijn de supercondensatoren weer volledig opgeladen en kan de trein weer rijden. Met deze oplossing wordt het risico van een explosie aan elektrische aandrijvingen in vergelijking met een bovenleiding aanzienlijk verminderd.[80] Ook bij elektrisch aangedreven tractoren op luchthaventerminals worden supercondensatoren al gebruikt. Ze bieden een kosteneffectief, stil en vervuilingsvrij alternatief voor de dieseltractoren.[80]
  - Bij sommige kabelbanen hebben de voertuigen tijdens het rijden stroom nodig voor de verlichting, het intercomsysteem en de Infotainmentsystemen.[81] Omdat oplaadbare batterijen tijdens het passeren van de stations en stationstops een te lange oplaadtijd hebben, kunnen in plaats daarvan supercondensatoren worden gebruikt die via een verzamelrail bij elk station worden opgeladen. Gondels met supercondensatoren in de voeding, zijn bijvoorbeeld te vinden in Zell am See en bij de Emirates Air Line en de kabelbaan over de Theems in Londen.[82]

- Hernieuwbare energie.
  - In plaats van accu's worden supercondensatoren in windturbines gebruikt voor de energievoorziening van de stampcontrole. Dit zorgt ervoor dat ook bij onderbreking van de stroom van het elektriciteitsnet er te allen tijde voldoende energie is om de rotorbladen in de vaanstand te zetten en de windturbine veilig weg te zetten ("uit de wind"). Elk rotorblad heeft een afzonderlijk verstelmechanisme met een condensatoreenheid, die in de rotornaaf is aangebracht. Het grootste voordeel ten opzichte van accu's is vooral de geringere onderhoudsbehoefte..[83][84]
  - De supercondensatoren kunnen de spanning stabiliseren die wordt gegenereerd door de fotovoltaïsche systemen (zonnepanelen). Deze spanning is onderhevig aan schommelingen, die te wijten zijn aan voorbijgaande bewolking of schaduw. De stabilisatie vermindert de inspanning van de netwerkexploitant om de netspanning en de netfrequentie te stabiliseren[85][86] Bij voldoende grootte van de supercondensatoren zijn ze ook geschikt voor kortstondige opslag van de elektrische energie uit de fotovoltaïsche cellen, voordat deze het laagspanningsnet opgaat.[76][87]
- Medische toepassing. Supercondensatoren worden gebruikt in defibrillatoren waar ze de energie leveren die nodig is voor de levensreddende pulsen.[88]
- Luchtvaart. Sinds 2005 gebruikt Diehl Aerospace GmbH supercondensatoren als energiebronnen voor de noodopening van de vliegtuigdeuren en de activering van de noodglijbanen bij onder andere de Airbus A380.[76][84]
- Militaire toepassingen. Voor de koude start van dieselmotoren zijn kortdurende stroompieken nodig. Supercondensatoren met een lage interne weerstand worden al geruime tijd gebruikt ter ondersteuning van de koude start van dieselmotoren van tanks en onderzeeërs.[89] Andere militaire toepassingen waar supercondensatoren worden gebruikt vanwege hun hoge vermogensdichtheid, zijn fasegestuurde antennes, voedingen voor gepulste lasers, avionica-display en -instrumenten, airbag-detonatorcircuits en GPS-smartbommen en projectielen.[90][91]
- Energieterugwinning. Bij het terugwinnen van remenergie door het zogenaamde recuperatief remmen worden supercondensatoren gebruikt. Ze hebben een lange levensduur, waardoor ze ideaal zijn voor het opslaan van uit de kinetische energie gewonnen elektrische energie. Vanwege hun hoge stroomcapaciteit, de mogelijkheid van het veel keren op-/ontladen, het hoge rendement en de lange levensduur zijn ze ideaal voor de opslag van de elektrische energie die bij het remmen uit de kinetische energie wordt gewonnen.[92][93][94]
- Railvervoer. Supercondensatoren kunnen als aanvulling van de accu's zoals de startaccu op dieselelektrische locomotieven en voor het voorverwarmen van de katalysatoren gebruikt worden. De condensatoren kunnen vanwege hun hoge stroomdichtheid ook de energie die wordt gegenereerd tijdens het dynamisch remmen van de trein opslaan en de benodigde piekstroom tijdens het starten leveren. Uit een onderzoek bleek dat dit een energiebesparing van 25 tot 30% zou opleveren.[95][96] Aangezien de accu's vanwege de verminderde piekbelasting kleiner uitgevoerd kunnen worden, kan vanwege het lagere gewicht en doordat ze minder ruimte innemen meer brandstof meegenomen worden. Het onderhoudsvrij zijn en het gebruik van milieuvriendelijke materialen in supercondensatoren moedigen de keuze van supercondensatoren aan.

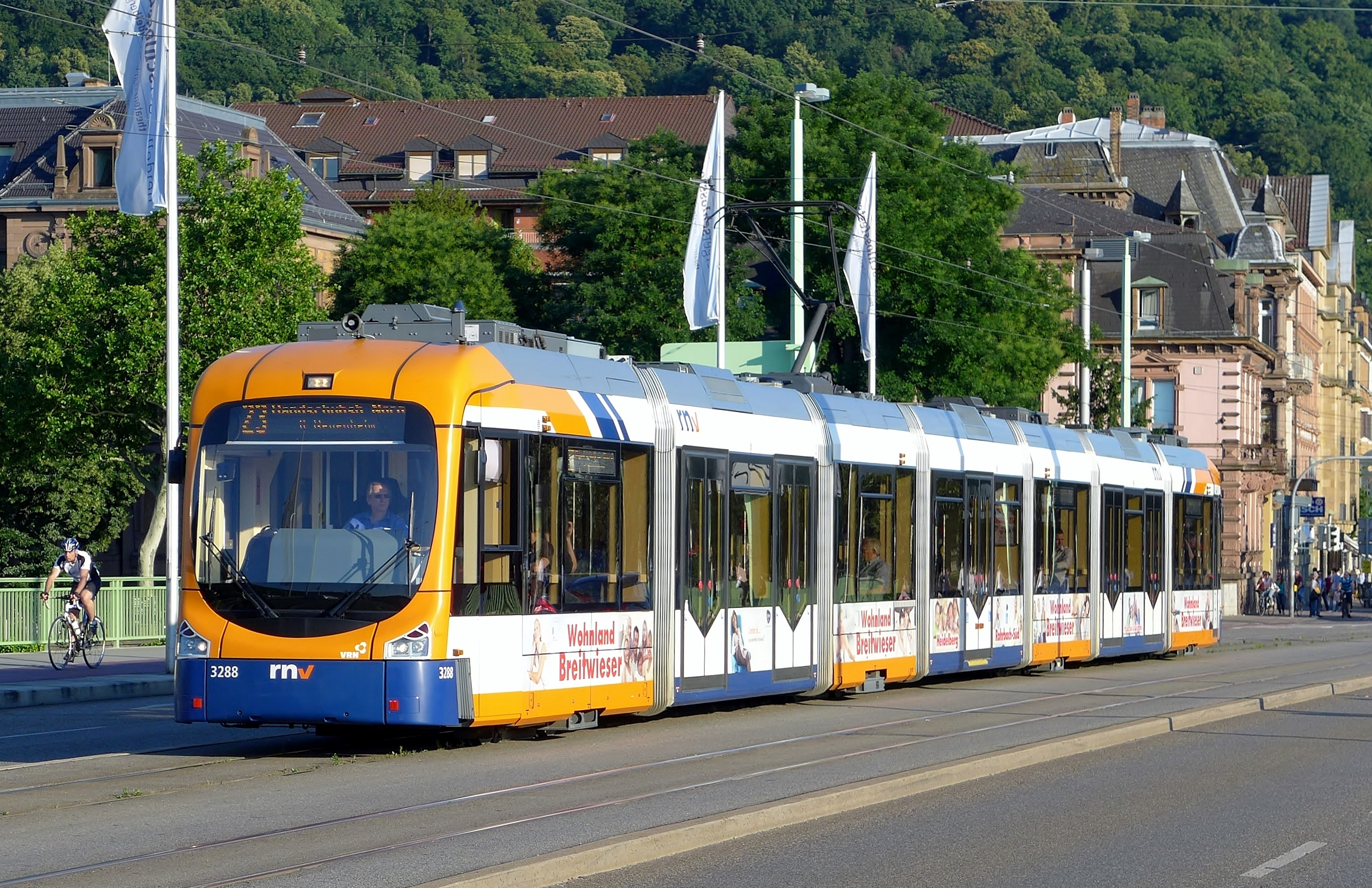
Stadtbahn met terugwinning van energie in Heidelberg

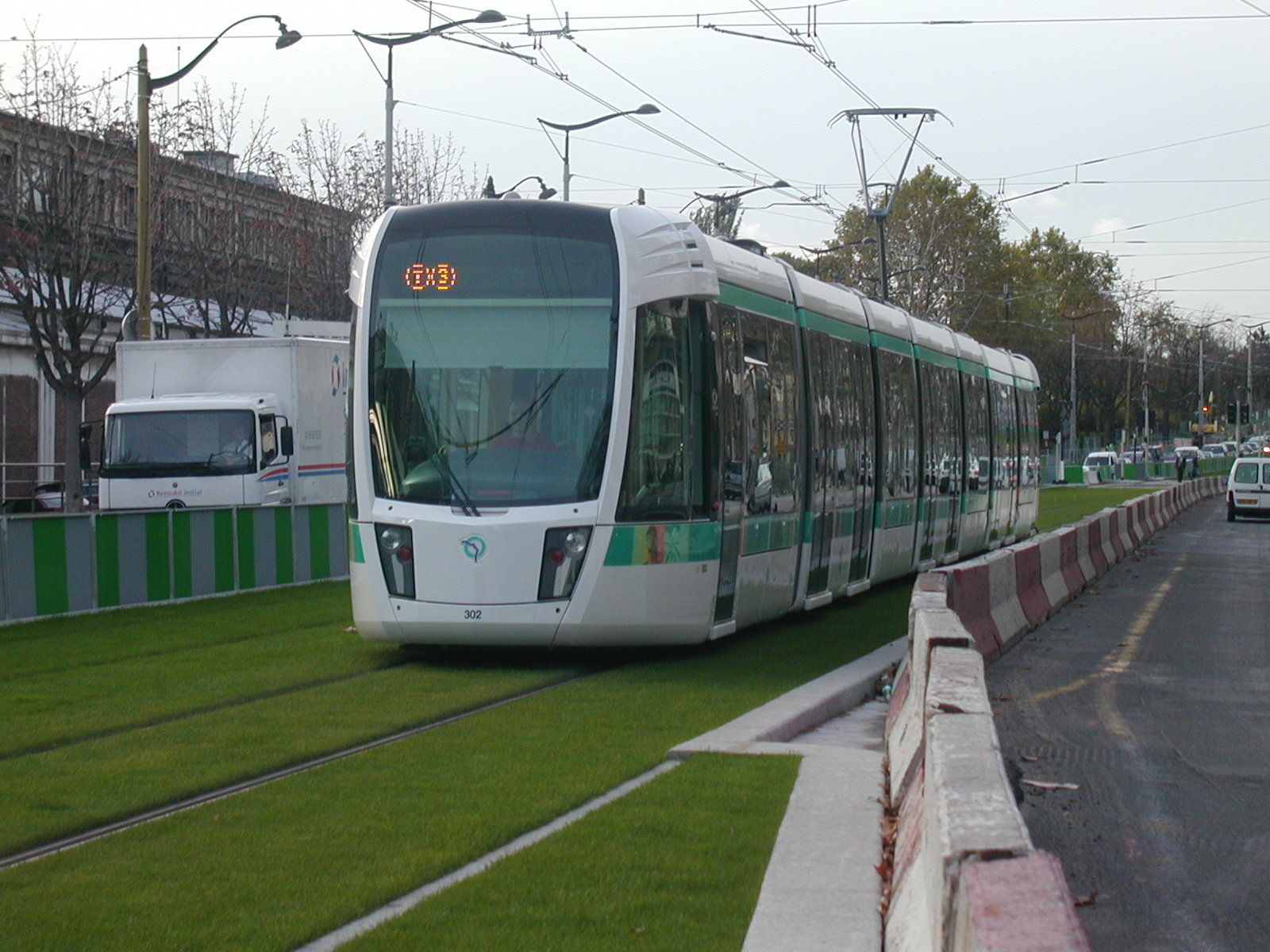
In Parijs reed de tram van de T3-lijn in bepaalde gebieden als proef zonder contact met de bovenleiding

- Stads- en tramvoertuigen. Supercondensatoren kunnen niet alleen elektrische energie uit het recuperatief remmen van lightrail- en tramwagons opslaan, maar ook de mogelijkheid bieden om korte afstanden te rijden zonder bovenleiding. De benodigde energie kan tijdens de wachttijd bij de haltes worden onttrokken aan een bovenleiding die alleen bij de haltes is geïnstalleerd. Hierdoor kan er aanzienlijk bespaard worden op de installatie van de infrastructuur. Bovendien kunnen de visueel storende bovenleidingen in de historische delen van de stad worden weggelaten. In 2003 werd een systeem van de fabrikant Bombardier voor het opslaan van de tijdens het recuperatief remmen verkregen energie in Mannheim bij de lightrail getest. Deze MITRAC Energy Saver[97][98] werkte met supercondensatoren, die boven op het dak waren aangebracht. Het omvatte meerdere opslagblokken van in totaal 192 individuele condensatoren met elk 2700 F en 2,7 V en die met elkaar verbonden waren door drie parallel geschakelde leidingen. Dit resulteerde in een 518V-systeem met een energie-inhoud van 1,5 kWh. Om het opstarten te versnellen, kon dit systeem gedurende korte tijd 600 kW leveren. Hierdoor kon ook tot een kilometer zonder bovenleiding worden gereden. Bij dergelijke systemen wordt de piekstroom te leveren door het net met ongeveer 50% verlaagd en kan er ongeveer 30% van de voor de exploitatie benodigde energie worden bespaard.[99][100] Hoewel de uitrusting met de supercondensatoren voor energieopslag ongeveer 270.000 Euro kost, is de verwachting dat de extra kosten in 15 jaar zijn terugverdiend. In maart 2008 werd de test met succes afgerond[101] en werden de supercondensatoren weer verwijderd. In vervolg hierop werden door het Rhein-Neckar-Verkehr tussen 2009 en 2013 in totaal 30 nieuwe Rhein-Neckar-Variobahnen voor Mannheim en Heidelberg met het nieuwe systeem uitgerust.[102]

De Spaanse fabrikant Construcciones y Auxiliar de Ferrocarriles (CAF) voorziet de trams van het type URBOS 3 met het systeem ACUMULADOR de Carga Rápida (ACR) en die sinds 2011 in Sevilla in gebruik zijn.
In Parijs reed van mei 2009 tot september 2010 een metro van lijn 3 met een Système de Tramway à Efficacité Energétique Maximisée ("STEEM"=trambaan met gemaximaliseerde energie-efficiëntie) energieterugwinningsysteem van de fabrikant Alstom. De bedoeling van de proef was om aan te tonen dat metrotrein met de in de supercondensatoren opgeslagen energie de gedeelten zonder stroom van de derde rail kon overbruggen. In dit geval het 300 m lange gedeelte tussen de metrostations Porte d'Italie en Porte de Choisy.
In Genève is sinds 2012 een prototype van een lightrailtreinstel met supercondensatoren uitgerust voor het terugwinnen van de remenergie met een totaalgewicht van een 1000 kg. Het opslagsysteem is door Asea Brown Boveri ontwikkeld en kan het elektrische equivalent van de vrijkomende kinetische remenergie van een lege trein, die met 55 km/h rijdt, opslaan.
In augustus 2012 presenteerde de CSR Zhuozhou Elektrische locomotief corporatie van China een prototype van een lightrailtreinstel met een extra voertuig, die is uitgerust met een energieterugwinningsysteem. De capaciteit van de supercondensatoren is zodanig groot, dat het treinstel, daar waar geen bovenleiding aanwezig is, de benodigde energie van de supercondensatoren krijgt. De supercondensatoren worden weer opgeladen op de stations.
De remenergie kan ook worden opgeslagen via het bovenleidingsnetwerk in stationaire geheugenblokken, wanneer dit niet via het net kan. Zo is de Hong Kong South Island Metro Line uitgerust met twee opslageenheden die zijn uitgerust met supercondensatoren, elk met een capaciteit van 2 MW hebben. Het bedrijf hoopt daardoor ongeveer 10% energie te besparen.

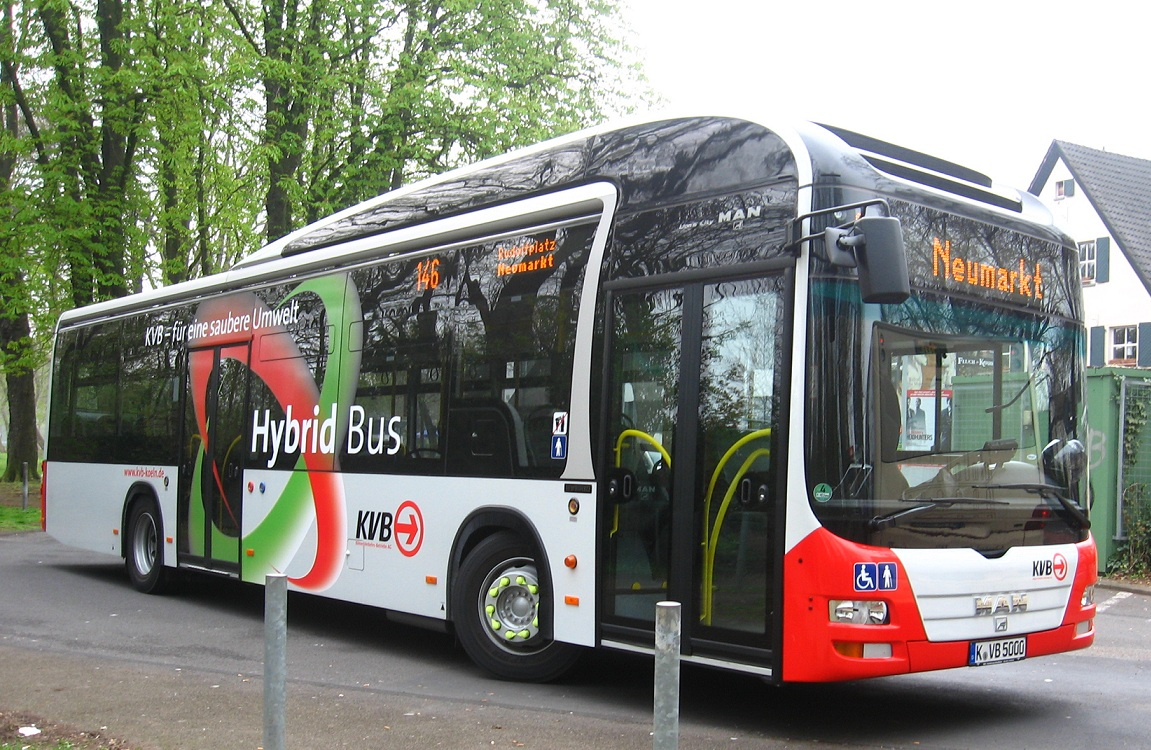
MAN hybride bus in Keulen

- Stadsbussen. Reeds in 2001 werd de zogenoemde "Ultracapbus" van MAN aan het publiek gepresenteerd, de eerste hybridebus in Europa, die in staat was, zijn remenergie terug te winnen. De bus werd in de jaren 2001/2002 getest in Nürnberg. Elke bus had acht supercondensatoren die met 640 V werken. De energie-inhoud van de acht supercondensatoren was 0,4 kWh bij een gewicht van 400 kg (520 kg inclusief montageruimte) en leverde een maximale stroom van 400 A. De voordelen van het systeem waren een duidelijke vermindering van het brandstofverbruik (destijds 10-15 % in vergelijking met conventionele dieselbussen), een vermindering van de kooldioxide-uitstoot, het optrekken bij de haltes zonder storend lawaai en uitlaatgassen, het verhogen van de rijcomfort (soepel optrekken en trillingsarm rijden) en een verlaging van de onderhoudskosten.[108]

Een proef met supercondensatoren voor terugwinning van energie werd met succes uitgevoerd met de TOHYCO Rider minibusvloot in Lucerne, Zwitserland 2002. De bussen kunnen via inductie bij elke stop binnen enkele minuten worden opgeladen. Alle proeven waren succesvol, zodat de proef in 2004 werd voortgezet.

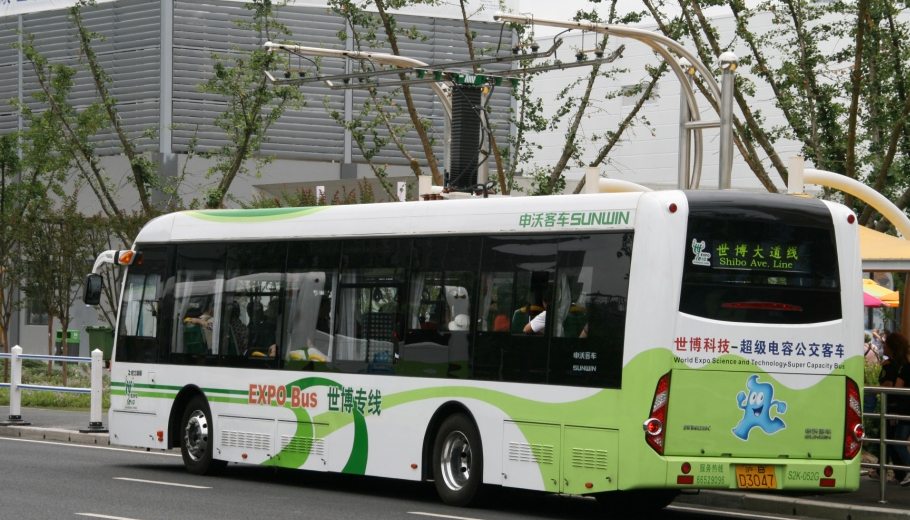
Elektrische bus (Capabus) op de Expo 2010 in Shanghai tijdens het opladen bij een halte.

In het voorjaar van 2005 werd in China een elektrische bus, de "Capabus", getest. Deze is uitgerust met dubbellaagsupercondensatoren voor het terugwinnen van de remenergie en voor het leveren van energie tijdens het rijden. De supercondensatoren worden bij elke bushalte waar de bus stopt onder zogenaamde elektrische paraplu's snel opgeladen. Op het eindpunt worden ze weer volledig opgeladen. Sinds 2013 zijn in Shanghai al zo'n drie lijnen met in totaal 17 bussen met supercondensatoren operationeel. Er wordt van uitgegaan dat ze goedkoper in gebruik zijn dan lithium-ion-accu's door het hogere aantal op-/ontlaadcycli, de langere levensduur van de supercondensatoren en het besparen van meer dan 200.000 US dollar aan brandstofkosten ten opzichte van bussen met een dieselmotor.
Een ander concept van een elektrische bus, die helemaal geen bovenleiding nodig heeft, is door de Universiteit van Glamorgan (Wales) voorgesteld. Als energiebronnen worden waterstof in combinatie met een brandstofcel en stroom uit zonnecellen gebruikt. De tussenopslag vindt plaats in parallel geschakelde accu's en supercondensatoren. Deze "tribride" genoemde bus wordt gebruikt om de studenten op de campus te vervoeren.

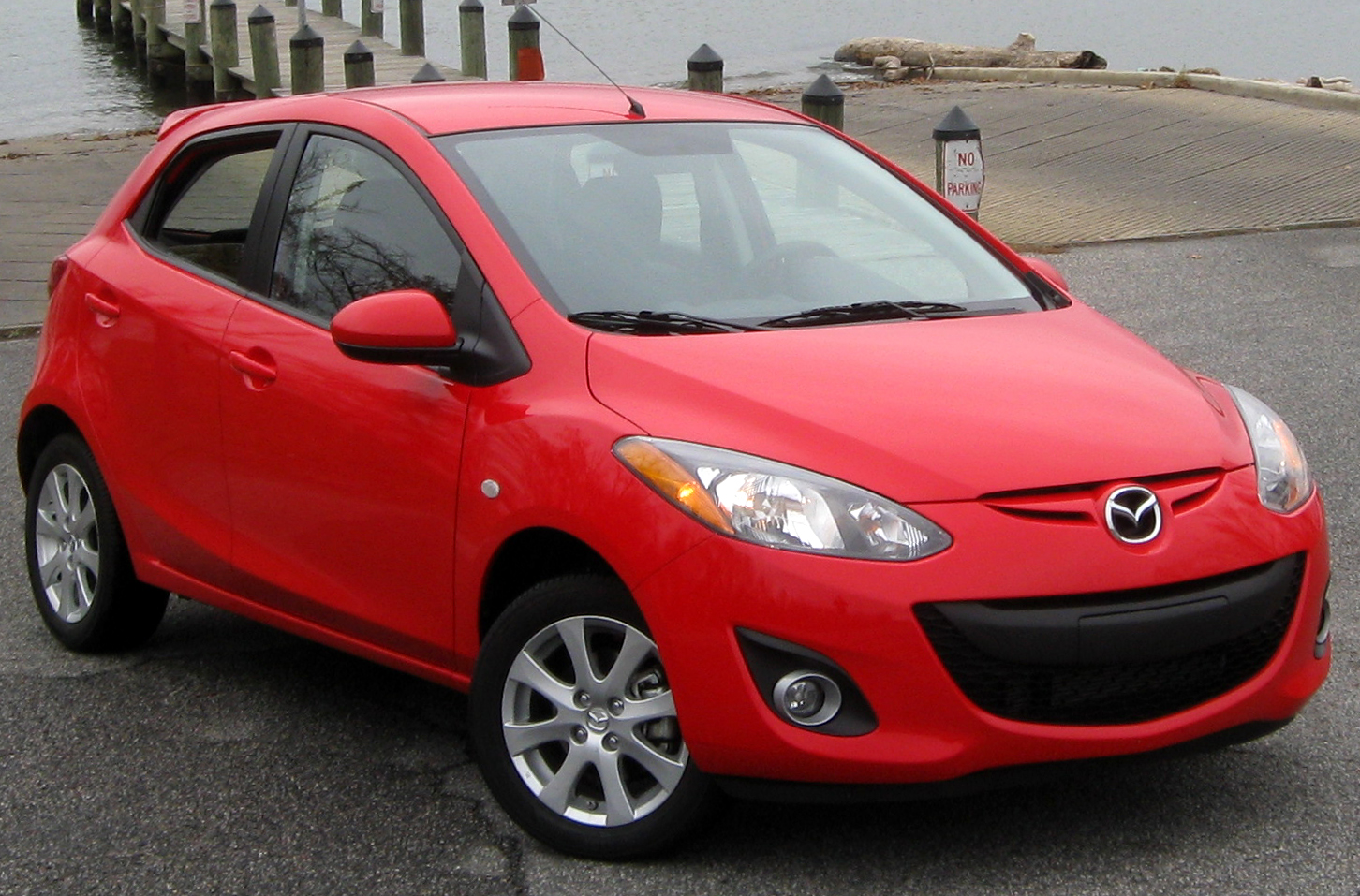
Mazda2 (sinds 2010)

- Motorvoertuigen. Eind 2012 stelde Mazda de Mazda2 Demio voor met een regeneratief remsysteem en met een supercondensator voor de energieopslag,[114][115][116][117] met als voordelen van de supercondensatoren de zeer hoge piekstroombelasting, de zeer vele oplaad/ontlaadcycli, een lange levensduur, goede eigenschappen bij een lage temperatuur en een hoge betrouwbaarheid[118] De in dit genoemde i-ELOOP-systeem (intelligent-Energy Loop) worden supercondensatoren van de fabrikant NCC gebruikt[119], die trillings- en temperatuurbestendig zijn en speciaal gemaakt voor gebruik in voertuigen. Ze zijn parallel geschakeld met de lithium-ion-accu's. Mazda verwacht dat dit systeem een energiebesparing van ongeveer 10% geeft.
- Containerkranen. Een mobiele hybride dieselelektrische containerkraan verplaatst en stapelt containers binnen een containerterminal. Het optillen van de containers vereist een grote hoeveelheid energie. Een deel van de energie in de containerterminal Kuantan (Maleisië) wordt bij het neerlaten van de containers teruggewonnen en opgeslagen in supercondensatoren. Als gevolg hiervan is een aanzienlijke energiebesparing mogelijk. Een ander voordeel van deze constructie is dat maar een kleinere primaire dieselmotor nodig is, daar de piekbelasting bij het optillen van de container door de opgeslagen energie in de supercondensator overgenomen kan worden.[94]
- Heftrucks. In een bepaalde versie van een triple-hybride-vorkheftruck wordt gebruik gemaakt van een brandstofcel als primaire energiebron, die de parallel geschakelde combinatie van accu's en supercondensatoren oplaadt. De supercondensatoren leveren de piekbelastingstroom voor het opheffen en worden weer opgeladen met de vrijkomende energie wanneer de last wordt neergelaten. Dit triple-hybride systeem zorgt voor meer dan 50% energiebesparing ten opzichte van een systeem met alleen een dieselmotor of brandstofcel[120]

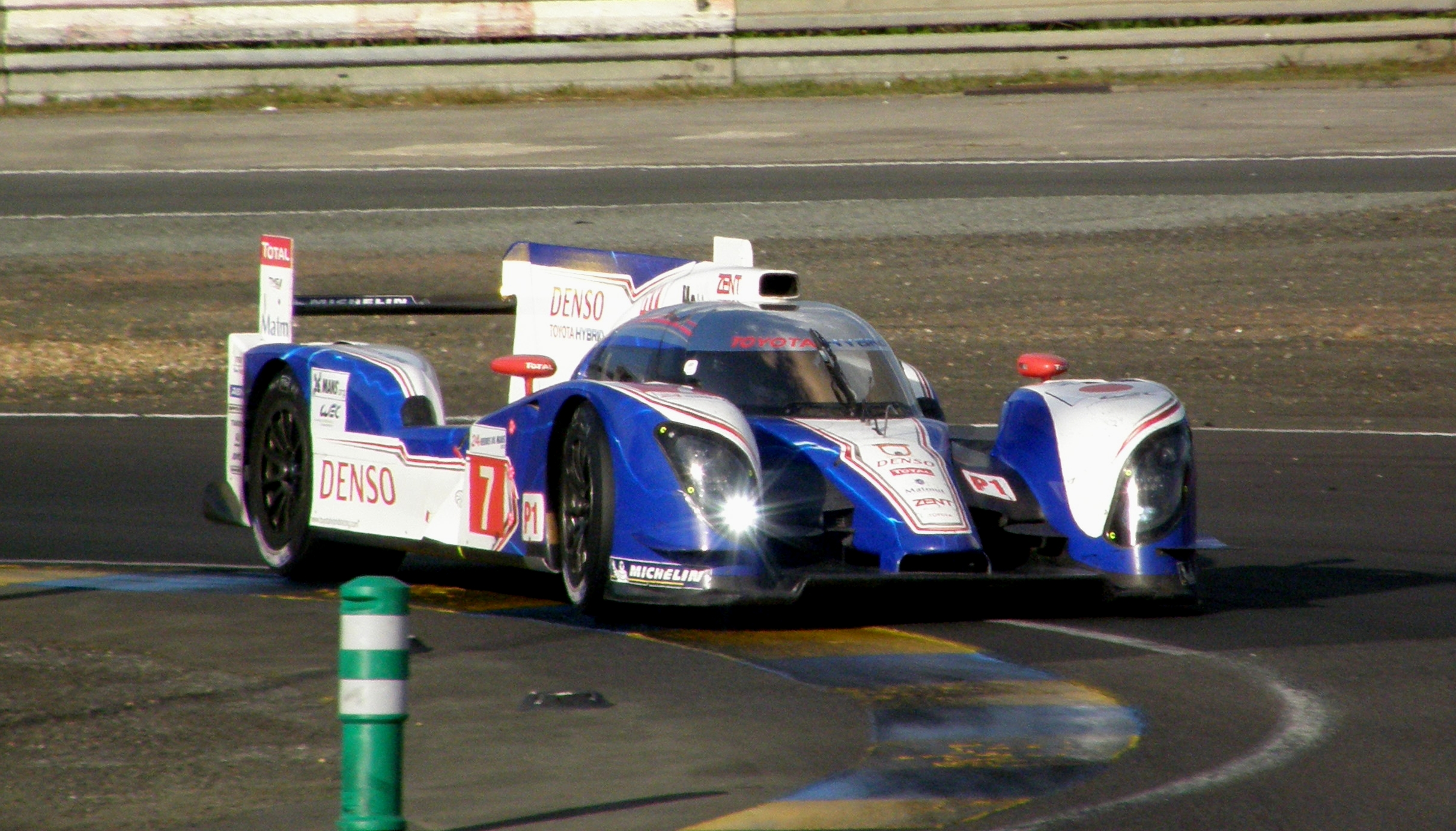
TS030 Hybride bij de 24-uur race van Le Mans in 2012

- Motorsport. De FIA heeft in 2007 de regels aangepast voor de Formule 1 racewagens, waardoor in de aandrijflijn een 200 kW hybride aandrijving mocht worden gebruikt. Hierbij zijn de supercondensatoren en accu's parallel geschakeld. Dit systeem werd voor het eerst toegepast in 2009 en werd het "Kinetic Energy Recovery System" (KERS) genoemd. In 2010 werd KERS niet meer toegepast in het Formule 1 kampioenschap, omdat het systeem duur was, te veel woog en niet altijd voordelen gaf. Vanaf 2011 is het systeem weer ingevoerd.[121] Vanaf het seizoen 2014 werd de gebruikte term voor het systeem gewijzigd in "Energy Recovery System" (ERS), de capaciteit van de gebruikte motor ging omhoog van 60 kW naar 120 kW. Dit is gedaan om te compenseren voor de overgang van 2,4 liter V8 motoren naar 1,6 liter V6 motoren.[122] Door het opslaan van de remenergie en de teruglevering tijdens het versnellen kan ongeveer 20% brandstof bespaard worden.[123][124][125]

Volgens de regels voor prototypen van de 24 uur van Le Mans werd door Toyota de Toyota TS030 Hybrid (voldoet aan de LMP1-vereisten) ontwikkeld met een hybride aandrijving en een energie-opslagsysteem met supercondensatoren voor het terugwinning van de remenergie. In de race van 2012 was dit sportieve prototype tijdens de snelste ronde slechts 1,055 seconden langzamer (3:24.842 in vergelijking met 3:23.787) dan de snelste auto, een Audi R18 E-Tron Quattro met energieopslag middels een vliegwiel. Deze twee voertuigen, die op verschillende manieren de remenergie terugwinnen, waren de snelste auto's in de race.

## Geschiedenis
In de vroege jaren vijftig begonnen technici van General Electric te experimenteren met poreuze koolstofelektroden voor condensatoren met als voorbeeld de brandstofcellen en de oplaadbare batterijen. Actieve kool is een elektrische condensator met een extreem poreuze "sponsachtige" vorm van koolstof en met een hoog specifiek oppervlak. In 1957 ontwikkelde H. Becker een "laagspanningselektrolytische condensator met poreuze koolstofelektroden". Hij geloofde dat de energie werd opgeslagen als een lading in de koolstofporiën zoals in de poriën van de geëtste folies van elektrolytische condensatoren. Omdat het dubbellaagmechanisme destijds niet bij hem bekend was, schreef hij in het patent: "Het is niet precies bekend wat er in het onderdeel plaatsvindt als het wordt gebruikt voor energieopslag, maar het leidt tot een extreem hoge capaciteit."
General Electric is met dit werk niet meteen verdergegaan. In 1966 ontwikkelden onderzoekers van Standard Oil of Ohio (SOHIO) een andere versie van de component als "opslagapparatuur voor elektrische energie", terwijl ze aan experimentele brandstofcel ontwerpen werkten.
De aard van de elektrochemische energieopslag werd in dit octrooi niet beschreven. Zelfs in 1970 werd de elektrochemische condensator gepatenteerd door Donald L. Boos geregistreerd als een elektrolytische condensator met actieve koolelektroden.
Eerdere elektrochemische condensatoren gebruikten twee aluminiumfolies bedekt met actieve kool, de elektroden, die werden gedrenkt in een elektrolyt en gescheiden door een dunne poreuze isolator. Dit ontwerp gaf een condensator met een capaciteit in de orde van één farad, aanzienlijk hoger dan elektrolytische condensatoren van dezelfde afmetingen. Dit basale mechanische ontwerp is de basis van de meeste elektrochemische condensatoren gebleven.
SOHIO commercialiseerde hun uitvinding niet en gaf de technologie in licentie aan de NEC Corporation, die uiteindelijk de condensatoren in 1971 als "supercondensatoren" op de markt bracht voor het leveren van de stroom voor de back-up van het computergeheugen.
Tussen 1975 en 1980 voerde Brian Evans Conway uitgebreid fundamenteel- en ontwikkelingswerk uit aan rutheniumoxide elektrochemische condensatoren. In 1991 beschreef hij het verschil tussen "supercondensator" en "batterij" -gedrag in elektrochemische energieopslag. In 1999 bedacht hij de term supercapacitor om de verhoogde capaciteit te verklaren door redoxreacties op het oppervlak met faradische ladingoverdracht tussen elektroden en ionen. Zijn "supercondensator" slaat de elektrische lading gedeeltelijk op in de Helmholtz-dubbellaag en gedeeltelijk als gevolg van faradische reacties met "pseudocapaciteits"-ladingoverdracht van elektronen en protonen tussen elektrode en elektrolyt. De werkingsmechanismen van pseudocondensatoren bestaan uit redoxreacties, intercalatie en elektrosorptie (adsorptie aan een oppervlak). Met zijn onderzoek heeft Conway de kennis van elektrochemische condensatoren aanzienlijk uitgebreid.
De markt breidde langzaam uit, maar dat veranderde rond 1978 toen Panasonic zijn merk Goldcaps op de markt bracht. Dit product werd een succesvolle energiebron voor geheugen back-ups. De concurrentie begon pas jaren later toen in 1987 ELNA "Dynacaps" op de markt kwamen. De eerste generatie supercondensatoren had een relatief hoge interne AC-weerstand die de ontlaadstroom beperkte. Ze werden gebruikt voor toepassingen met een lage stroomsterkte, zoals het voorzien van elektrische stroom voor SRAM-chips of voor het maken van een gegevensback-up.
Aan het einde van de jaren 80 van de twintigste eeuw verhoogden verbeterde elektrodematerialen de capaciteitswaarden. Tegelijkertijd verlaagde de ontwikkeling van elektrolyten met een betere geleidbaarheid de verliesweerstand (ESR) met daardoor hogere laad/ontlaadstromen. De eerste supercondensator met een lage interne AC-weerstand werd in 1982 ontwikkeld voor militaire toepassingen door het Pinnacle Research Institute (PRI) en werd op de markt gebracht onder de merknaam "PRI Ultracapacitor". In 1992 nam Maxwell Laboratories (later Maxwell Technologies) deze supercondensator over. Maxwell gebruikte de term Ultracapacitor van PRI en noemde ze "Boost Caps" om hun gebruik voor krachtige toepassingen te onderstrepen.
Omdat de energie-inhoud van condensatoren toeneemt met het kwadraat van de spanning, zochten onderzoekers naar een manier om de doorslagspanning van de elektrolyt te verhogen. In 1994 ontwikkelde David A. Evans door gebruik te maken van de anode van een 200V tantaal elektrolytische condensator een hybride condensator. Deze condensatoren combineren kenmerken van elektrolytische en elektrochemische condensatoren. Ze combineren de hoge diëlektrische sterkte van een anode van een elektrolytische condensator met de hoge capaciteit van een kathode van een elektrochemische condensator. De condensatoren van Evans, genaamd Capattery, hadden een energie-inhoud van ongeveer een factor 5 hoger dan een vergelijkbare tantaal elektrolytische condensator van dezelfde grootte. Vanwege de hoge productiekosten zijn ze beperkt gebleven tot specifieke militaire toepassingen.
Recente ontwikkelingen vinden ook plaats bij lithiumioncondensatoren. Deze hybride condensatoren zijn in 2007 door FDK ontwikkeld. Ze combineren een elektrostatische koolstofelektrode met een vooraf gedoteerde lithiumion elektrochemische elektrode. Deze combinatie verhoogt de capaciteitswaarde. Bovendien verlaagt het pre-doteringsproces de anodepotentiaal en resulteert in een hoge celuitgangsspanning, waardoor de energiedichtheid verder wordt verhoogd.
Supercondensatoren worden gebruikt in elektrische auto's voor het geven van een boost bij acceleratie.
In 2017 is er een biologische supercondensator gemaakt die wordt opgeladen door gebruik te maken van biologische vloeistoffen (bloedserum, urine en dergelijke), lichaamswarmte en -bewegingen. De supercondensator bestaat uit grafeen in combinatie met gemodificeerde menselijke eiwitten als elektrode. De supercondensator kan mogelijk toegepast worden in pacemakers